# ぬらりひょんの孫の登場人物
ぬらりひょんの孫の登場人物は、椎橋寛の漫画作品『ぬらりひょんの孫』に登場するキャラクターの一覧。
担当声優は、ドラマCD・VOMIC・テレビアニメ共に共通。

## 奴良組

### 奴良家

#### 総大将
奴良 リクオ（ぬら リクオ）
声 - 福山潤 / 喜多村英梨（幼少期）
本作の主人公。奴良組若頭→三代目総大将。小学3年生→中学1年生の少年。9歳→13歳。1995年9月23日生まれ。(現在の年齢→29歳)
ぬらりひょんの血を4分の1引く孫で、妖怪と人間のクォーターで、4分の1妖怪。名前はぬらりひょんのクォーターである事に由来する。覚醒時は妖怪の血によって姿形、性格がガラリと変わる。屋敷の妖怪たちからは「若」「リクオ様」などと呼ばれている。祖母の血の影響で、傷の治りが異常に早い。
当初は覚醒時のリクオは人間時の事もすべて把握していたようであったが、人間時のリクオに覚醒時の記憶は残っていなかったものの、牛鬼との戦い頃より人間時でも妖怪時の記憶が残るようになった。更に四国との戦いの後、夜になると勝手に妖怪に変身するようになった。
四国八十八鬼夜行襲来の際には、氷麗・青田坊・黒田坊・首無・河童と七分三分盃を交わした。その後、遠野での修行により鬼憑と鬼發を、京都の鞍馬山で鬼纏を会得した。京都での羽衣狐との決戦後、13歳となる誕生日の9月23日に奴良組三代目を継いだ。更に、京都での戦いの後の修行により畏を刃に乗せる術を編み出した。晴明戦で右半身の大部分を失いながらも羽衣狐を鬼纏い、晴明を倒す。しかし、その傷がもとで畏が消えかけたため、羽衣狐によって半妖の里へと連れて行かれ、そこで傷を癒し、奴良組に復帰した。
人間時のリクオ
普段の姿。茶髪で眼鏡をかけているが、視力はかなり良い。運動神経が抜群で、成績もかなり優秀らしい描写がよく見られる。剣術も初戦から牛頭丸と互角に渡り合う実力の持ち主。いたずらで周りを振り回す一面があるが、本来の性格は極めて温厚で、争いごとを好まないため、初めて覚醒した後も、数年間も組の幹部達からは三代目襲名を反対されていた。一人称は「ボク」。身長148cm、体重48kg。
中学では「人様から当てにされ、褒められてこそ立派な人間だ（=妖怪だとばれない）」と信じ、頼まれごとは何でも喜んで聞くよう振る舞っているが、それ故に周囲から体良くパシリにされていた（本人にその自覚はない）。年齢相当の少年らしい姿。その気の利いた行いの数々は密かに学校中で有名になっており、生徒達には「文字通り『良い奴』」（苗字が「奴良」であることから）とかなり好意的に見られている。
牛鬼との戦いを経て、守りたいものを守るため、奴良組を守る後継ぎとしての自覚を持つようになる。ぬらりひょんからは「まだまだ甘い」と言われているが、「ある意味昼の姿の方がぬらりひょんの本質に近い」と評される程の、人の懐に軽々と入り込む天性のしたたかさも持ち合わせている模様。
妖怪時のリクオ
リクオが覚醒し妖怪となった姿。鋭い目付きと棚引く長髪の、若かりし頃のぬらりひょんとよく似た容姿をした長身の少年。身長175cm、体重66kg。
人間時のリクオが「昼の姿」「昼のリクオ」と呼ばれるのに対し、「夜の姿」「夜のリクオ」と呼ばれる。一人称は「オレ」に変わり、大人びていて口調も少々荒くなり、性格も覚醒前と比べるとかなり大胆になる。人間時よりも身長と体重が増加しているのは、人間で言うならば16 - 17歳くらいの年齢になっているから。
リクオが小学3年生の時に初めて覚醒した。4年後、鴆を助けようとして変身したのを初めとして、感情が高ぶると変身するようになった。四国八十八鬼夜行との決戦以降、夜になると勝手に変身するようになった。現在、夜・闇の中・妖気の強い場所ではこの姿となる。当初は意図的には変身出来なかったが、後に闇に乗じればいつでも変身出来るようになった。
人にも妖怪にも畏れを抱かせる、まさに極道の親分と言える頼れる存在。一般人に危害を加える妖怪は勿論、無害な妖怪のことを悪く言いふらし、誇りを汚すような存在はたとえ人間であっても容赦しない。夜のリクオは既に昼（人間）は昼のリクオの領分、夜（妖怪）は自分の領分であると割り切っていて、それ故妖怪たちをまとめることに苦戦する昼のリクオを諭すこともある。また、そんなカリスマ性に溢れた彼を昼のリクオは認めているが、自身は羨望の眼差しを向けている。
昼と夜の混ざり合った姿
玉章との戦いの最中、夜が明けてきたことで妖怪時から人間時の姿に戻りかけたリクオの姿。この状態で初めて鏡花水月を使用した。土蜘蛛との戦いでも一時この姿となり、わずかながら反撃の兆しを見せた。
武器
祢々切丸（ねねきりまる）
四国戦でぬらりひょんから譲り受けた長ドス。妖怪のみを斬り、斬りつけられた箇所から妖力を抜け出させていく力を持つ刀。
13代目花開院秀元の生涯最高の力作で、元々はリクオの祖母・珱姫の護身刀として作られた物。元々の銘は「鵺切丸」といい、花開院の打倒・鵺の精神と歴史が刻まれている。しかし復活した鵺・安倍晴明に対しては全く通用せず、粉々に砕かれてしまった。その後、恐山で秋房が鍛え直し、花開院千年の想いと主たるリクオの意志が一つとなり、退魔の力を持った刀として復活する。
奥義・明鏡止水"桜"（おうぎ・めいきょうしすい さくら）
酒を利用した奴良家秘伝の技。盃に波紋が広がる間、敵を焼き尽くす。かつて百鬼を制したぬらりひょんが手にした力であり、玉章曰く「陽の力」。
明鏡止水・火斬（めいきょうしすい・ざん）
明鏡止水・桜を斬撃に乗せて炎の剣に変える技。
明鏡止水（めいきょうしすい）
リクオの鬼發。畏を発動することで相手を威圧し、相手に認識されなくなる技。祖父の技を見様見真似で習得した。
鏡花水月（きょうかすいげつ）
リクオの鬼憑。相手の認識をずらして相手の畏を断つ技で、相手の隙を利用して攻撃するカウンターアタックでもある。見えていても触ると波紋が立って消えてしまう「水面に映った月」のように、ぬらりくらりとして本質を掴ませない、ぬらりひょんの本質を表しているとも言える技。
玉章との決戦で初めて発動、玉章を倒した。その後遠野での京妖怪との戦い、イタク達との修行を経て完全に習得した。
鬼纏（まとい）
鴆との鬼纏（名称不明）
詳細は不明だが、鴆の毒羽を祢々切丸に纏わせる畏砲（いづつ）だと思われる。
雪の下紅梅（ゆきのしたべにうめ）
氷麗との鬼纏。祢々切丸に氷を纏わせ、斬られたものは凍りつき砕け散る。畏襲（かさね）ではリクオ自身が氷麗の着物のような衣装を纏う。
襲色紫苑の鎌（かさねいろしおんのかま）
イタクとの鬼纏。祢々切丸が鎌に変化し、斬撃の威力を高める畏砲。
黒田坊との鬼纏（名称不明）
畏襲では自身が黒田坊の暗器を纏い、斬撃とともにそれを放つ。
畏砲では、纏っている暗器を一斉に飛ばして攻撃する。
濃紅大申爪（こきくれないだいしんそう）
猩影との鬼纏。得物の刀が、柄の部分を大猿の両手が掴む形の大刀となり、敵を一刀両断する畏砲。
土蜘蛛との鬼纏（名称不明）
リクオの背後に巨大な手が無数に出現し、それらが放つ張り手と共に敵を攻撃する。
襲色 黄金黒装鵺切丸（かさねいろ おうごんこくそうぬえきりまる）
羽衣狐との鬼纏。九尾の狐の襟巻をつけた最強の妖の姿となる。
フライング妖怪ヤクザキック、無回転ヤクザキック
ただの蹴り。奴良家一子相伝らしい。
ぬらりひょん
声 - 大塚周夫 / 遊佐浩二（若かりし頃）
奴良組初代総大将。リクオの祖父で妖怪の主。二代目となった息子・鯉伴が早逝した為、隠居の身でありながら総大将代理を務めていた。
飄々とした好々爺だが、昔は悪行の限りを尽くし「闇世界の主」「魑魅魍魎の主」と言われていた。1505年1月31日生まれ。年齢は496歳→500歳で、400年前に羽衣狐に生き肝を抉り取られた事により、寿命は大幅に減らされているらしい。また、羽衣狐により「子々孫々に渡り、妖怪との間には子を為せない」という呪いをかけられている。当初から三代目を継ぐのはリクオであると強く信じ、周囲から反対されてもその意思は揺るがなかった。
普段は自由気ままに振る舞っているが、いざとなれば周りの助言にも耳を貸さず決定を下す信念の持ち主。常識に囚われない自由な立ち振る舞いから多くの妖怪を惹きつけ、各地で燻っていた妖怪達が自分達の力を発揮する機会を求めて百鬼夜行に加わり、わずか百年で巨大な勢力にまで成長させたカリスマ。現在でも実力は衰えておらず、ムチや遠野へ向かう前のリクオを圧倒するだけの力を持つ。
御門院家による清浄が始まった時には、半妖の里で羽衣狐を復活させ、かつての同志を集めて奴良組に帰還した。晴明を倒す為に一時的に若かりし頃の姿を取り戻す術をこの時点で身につけており、それによって若かりし頃の姿に戻る事で、全盛期の力を振るって雄呂血や悪樓を倒す事に成功するが、体が限界を迎えて元の姿に戻った上に吐血して倒れ、一時は生死の境をさまよう。その後は、夢の中で珱姫に助けられて覚醒し、組員に発破をかけた。
真・明鏡止水（ぬらりひょんのめいきょうしすい/しん・めいきょうしすい）
ぬらりひょんの鬼發。畏を発動してその圧倒的な存在感で威圧することにより、相手から自分の姿を認知されなくする。リクオのそれとは格が違い、畏を断って姿を視認することは容易にはいかない。
真・鏡花水月（ぬらりひょんのきょうかすいげつ/しん・きょうかすいげつ）
ぬらりひょんの鬼憑。鬼憑も知らずに京都に行こうとしたリクオをたたきのめした。
奴良 鯉伴（ぬら りはん）
声 - 藤原啓治
奴良組二代目総大将。ぬらりひょんと珱姫の息子で、リクオの父親で、半妖。現在は故人。1604年4月9日生まれ。
名前はぬらりひょんと人との血を半分ずつ継いでいるのが由来。父や息子とは違い、髪の色は黒一色である。片目を閉じている事が多い。江戸時代には、ぬらりひょんにも勝る自由奔放ぶりで側近たちの手を焼かせていた。生前、息子であるリクオをとても可愛がっており、リクオには人と妖怪どちらの道を行くかを自身で決めて貰いたいがため、妖怪任侠世界の事を知らせない方針をとっていた。
仲間を信じ、自らの人である部分を認め、百鬼夜行に共に闘ってくれと頼むことが出来た。その結果、真の信頼関係が無ければ出来ぬ業「鬼纏」を生み出した。10歳で明鏡止水を完全に使いこなすほど妖怪としての能力は高く、珱姫の治癒能力も受け継いでいた。
江戸時代は遊び人「鯉さん」として人間社会にとけ込み遊び歩きつつも、当時から現代にかけて、二代目として関東勢力を傘下に治め、奴良組の全盛期を築き上げた。百物語組や、羽衣狐の復活の機会を潰してきたことからそれらの勢力に疎まれ、リクオの幼少期に安倍晴明と手を組んだ山ン本五郎左衛門の策略によって殺害された（享年392）。彼の死を境に、奴良組は徐々に弱体化している。彼の遺体は半妖の里に眠っている。晴明戦の後は、リクオに礼を述べ、山吹乙女と共に黄泉路を歩いて行った。
明鏡止水・百火繚乱（めいきょうしすい・ひゃっかりょうらん）
黒田坊との鬼纏。黒田坊の暗器を纏い、明鏡止水の炎を灯した状態で攻撃する畏襲。
流星天下（りゅうせいてんげ）
黒田坊との鬼纏。炎を灯した黒田坊の武器を空に打ち上げ、流星のごとく降り注がせる畏砲。

#### 総大将の妻
珱姫（ようひめ）
声 - 桑島法子
ぬらりひょんの妻で、鯉伴の母、リクオの祖母。400年前の京の公家屋敷の人間の娘。1588年3月10日生まれ。400年前当時は17歳だった。
京都一と謳われた程の絶世の美女。あらゆる難病を瞬く間に治す不思議な力を持っており、父からは自身の力を金儲けの手段として悪用されていた。それにより貧しい人々の病を癒やせないことを悲しんだり、また自分を狙って斬られた妖をも哀れむほど、慈悲深く純粋な心の持ち主。桜が満開の日に生まれ、桜をこよなく愛している。
その美貌と力により、京妖怪にその生き肝を狙われ、花開院家の陰陽師により厳重に守られていたが、ある月夜に当時のぬらりひょんと出会い、彼に好意を寄せられる。しかしその後、羽衣狐（淀殿）により大坂城へ「秀頼の側室」を名目に連れ去られた。羽衣狐に肝を食われそうになったところをぬらりひょんに助けられ、同時に自分の為に命をかけて戦った彼に惚れ込み、彼と共に江戸へ渡り、祝言をあげた。ぬらりひょんの事は「妖様（あやかしさま）」と呼んでいた。その後息子・鯉伴を生み、奴良組総大将の妻として幸せな一生を送ったとみられる。ぬらりひょんの部屋には、彼女を祀った桜装飾の仏壇が安置されている。
山吹 乙女（やまぶき おとめ）
声 - 能登麻美子
鯉伴の前妻。見目麗しく、黒く長い髪を持つ女性の妖怪。おしとやかで優しく、夫・鯉伴を心の底から愛していた。
元々は武家の生まれで、教養がありながら若くして死んだ娘の幽霊。死後にかつての名前も失っており、「山吹乙女」という名は、彼女が暮らしていた化物屋敷の裏手に咲いていた山吹の美しさに準えて、鯉伴が与えたもの。鯉伴と出会った頃から寺子屋で先生をしていた。
江戸初期（珱姫の存命中）に鯉伴と結ばれ、奴良組の繁栄を更に後押しした。しかし50年以上経っても子を成せず（当時、羽衣狐の呪いはまだ認知されていなかった）、それを自分のせいと思い込み、山吹の一枝と古歌を残して姿を消した。その後この世を去る。
現代、鯉伴暗殺を目論んでいた安倍晴明の反魂の術により、羽衣狐の8番目の依代として、人間の幼子の姿で復活。山ン本五郎左衛門の幻術により「鯉伴の娘」という偽の記憶を植え付けられ、再会した鯉伴やリクオにも親しげに振舞った。かつて自身が残した古歌を鯉伴が口ずさんだ直後に摘んでいた山吹の花束が魔王の小槌へ変化。刃が鯉伴の胸を一突きにし、彼を殺害してしまう。その瞬間にかつての自分の記憶を取り戻し、同時に自らが愛した人を殺した絶望の念により羽衣狐が覚醒、その体を乗っ取られた。
羽衣狐が完全に消滅した後、リクオを晴明の一太刀から身を挺して守る。最期は、かつて自分が成せなかった子の面影を感じたリクオに看取られながら、静かに眼を閉じた。その後彼女の遺体はリクオの意志により、狂骨ら京妖怪の残党に預けられた。その後、羽衣狐の魂と融合する形で、半妖の里で復活。晴明戦後はリクオの回復を見届けて、鯉伴と共に黄泉路を歩いて行った。
奴良 若菜（ぬら わかな）
声 - 水野理紗
鯉伴の後妻で、リクオの母。人間。31歳。1978年11月28日生まれ。
極道の妻だが、性格は至って温厚で、その人柄は山吹乙女の死後影を落としていた鯉伴にも影響を与えている。たちの悪い悪霊に取り憑かれていた家の娘で、それを鯉伴に助けられた過去がある。拳銃を懐に隠し持っており、珠三郎との戦いで使用した。

### 奴良組本家
氷麗（つらら）
声 - 堀江由衣
雪女。リクオの側近の一人。本作のヒロインの一人。
長い黒髪に金色で多重円状の瞳を持ち、白い着物を着た少女。リクオの学校では学年で5本指に入る程の美少女とされている。前向きで優しい性格だが、心配性でドジで抜けているところもある。トレードマークでお気に入りでもあるマフラーは、母親である雪麗の真似で冷気を逃がさないためという意味もあり、彼女の服装は夏でも厚着。炊事、洗濯等を含む奴良家の家事全般を担当している様子。
リクオとは彼の幼少期からよく一緒に遊んでいて仲が良く、彼との信頼関係は本家の中でも特に強い。リクオを一途に慕っており、特に夜のリクオの凛々しさには頬を赤らめるなど、恋愛感情を抱いている。リクオに近づく他の女性には警戒心が強く、それ故に時に突拍子もない行動に出ることもある。しかしリクオが追い詰められた圓潮との戦いを通じて、リクオの正体を知っても彼を受け入れたカナを見てから、リクオの大切な友人だと認識し、彼女への態度もやや軟化した。陰陽師が大の苦手で、当初はゆらに対して怯えっぱなしであったが、正体がばれてからは開き直って彼女に堂々と接しており、京都でも花開院家の陰陽師の中に割り込んでもいた。
氷や冷気を操る畏を持つ。得意技は主に吐息による吹雪で敵を凍りつかせること。氷の造形も得意で、薙刀やスケートボードを作り出すこともできる。力は弱いが、側近として申し分ない実力を誇る。
リクオが妖怪の姿に覚醒して以来、お供として目の色を黒に擬態し人間に化けて及川氷麗（おいかわつらら）と名乗り、リクオと同じ学校に通学している（リクオは4年間気付かなかったが、学校行事の際には青田坊と共に常に同じ写真に写っている）。中学校では清十字団に参加しているが、潜り込んでいるためにクラスには所属しておらず、授業にも出ていない模様。後にリクオと七分三分の盃を交わした。
京都決戦後は幹部格に昇格し、側近頭となった。またそれに伴い、かき氷用の器の付喪神達と「つらら組」を結成、組長となる。
呪いの吹雪・雪化粧（のろいのふぶき・ゆきげしょう）
吹雪で相手を凍りつかせ粉々に破壊する。
呪いの吹雪・風声鶴麗（のろいのふぶき・ふうせいかくれい）
強力な吹雪で相手を氷漬けにし、動きを封じる。
呪いの吹雪・雪山殺し（のろいのふぶき・ゆきやまごろし）
浴びせた吹雪の寒さで相手を眠らせる。
氷柱・蜘蛛の巣（つらら・くものす）
氷麗組奥義。付喪神たちが空中で円陣を作り、そこから氷でできた蜘蛛の巣を発生させる。
呪いの吹雪・氷の卵（のろいのふぶき・こおりのたまご）
氷でドーム状の楯を作り上空からの攻撃を防ぐ。
雪麗（せつら）
声 - 堀江由衣
初代・ぬらりひょんの百鬼夜行の一員である雪女で妖艶な美女。氷麗の母親。瞳は赤く、娘とは異なる柄のマフラーを巻いている。
ぬらりひょんを愛していて、彼と口づけをする事を目標にしていたが、凍死しかねないため、当人からは拒まれていた。強気で大胆な性格。羽衣狐戦では茨木童子と交戦。
昔は奥州遠野一家に属していた。その時に、奴良組を立ち上げる前のぬらりひょんと出会い、彼に惚れる。
ぬらりひょんの心を奪った珱姫に最初は嫉妬していたが、祝言の際の騒動を極道の妻らしく治めた珱姫を認め、以降は良好な関係を築いた様子。また、子供好きで赤子の世話をよくしていた。現代での登場はなかったが、葵城の決戦を前にぬらりひょんに奴良組へ呼び戻された。氷麗の父親については不明。
OVA「零・涙・雪」では、彼女が奴良組を去った様子が描かれた。鯉伴の元から去った山吹乙女と彼女の死の間際に再会し、彼女の鯉伴への遺言を受け取っていたものの、山吹乙女の死を鯉伴に言い出すことが出来なかった。大正時代になってからそれを伝えたが、激しく動揺する鯉伴の姿を見て、後悔などから奴良組を去った。その後、娘の氷麗に、「奴良家の男の唇を奪ってこい」といいつけた。
青田坊（あおたぼう）
声 - 安元洋貴
リクオの側近の一人。鉄紺色の僧衣を纏った破戒僧。愛称は「青」。
熱血かつ短気だが、義理堅く情け深い性格。屈強な肉体と妖怪を一撃で殴り殺す怪力の持ち主で、奴良組の主力。「奴良組の突撃隊長」を自称し、戦いでは黒田坊と共に先陣を切ることが多い。
リクオが妖怪の姿に覚醒してからは人間に化けて倉田（くらた）と名乗り、リクオと同じ学校に通学している。リクオをパシリに使おうとした人間を懲らしめた後に、いつのまにか暴走族「血畏無百鬼夜行（ちいむひゃっきやこう）」の頭（ヘッド）になってしまっている（アニメではその設定は無かった）。後にリクオと七分三分の盃を交わし、リクオの三代目襲名と同時に幹部に昇格した。青田坊組を率いている。
元々は人間であり、千人の武士を殺した大破戒僧。捕らえられ処刑される寸前に聖人に出会った事により、孤児を育て人のために生きる事にした。しかし、自分を慕ってきた子供たちが野盗に襲われているのを見て激昂し彼らを惨殺したため、人に戻ることは叶わず「鬼神」となった。改心のきっかけを作った聖人からは青面金剛に例えられていた。奴良組に入った明確な時期は不明だが、黒田坊や首無よりも早い。
骸の数珠（むくろのじゅず）
強すぎる力の制御を担う、髑髏の数珠飾り。これを外すことにより、本来の力を発揮する「剛力礼讃」（ごうりきらいさん）が得意技。
黒田坊（くろたぼう）
声 - 鳥海浩輔
リクオの側近の一人。黒い法衣に袈裟を纏い、笠をかぶった破戒僧。愛称は「黒」。
青田坊とは破戒僧同士仲が良く、出入りの際には常に勝負を競っている「もう一人の突撃隊長」。美形で女性から人気だが、人間、妖怪を問わず女性関係においてふとしたことでトラブルになることが多く、淡島からは「エロ田坊」というあだ名で呼ばれる。基本的に人間には無関心であるが、情には厚い。
暗殺破戒僧の異名を持つ。手にした錫杖以外にも法衣の中に無数の暗器（約200種類以上）を仕込み、途絶えることの無い連続攻撃や隙を突いた不意討ちなど、多彩な技を持つ。これは彼を作り出した子供たち（後述）が、「背が高くて強くて、無限に武器を持っててどんな悪者も退治する」と願ったことから来ている。
元々は戦乱や飢饉、野盗に苦しめられている子どもたちが、「自分たちを護ってくれる存在」として生み出した妖怪。だが山ン本の「百鬼の茶釜」によって操られ、組の大幹部として暗殺などを担っていた。江戸時代に鯉伴とも交戦している。山ン本から生まれた妖怪たちが子どもを襲っているところを救出したことで自我を取り戻し、鯉伴と盃を交わし彼と協力して山ン本を倒した。310年程前に奴良組に入った。
リクオが正式に跡目候補となってからは、ビジネスマンに擬態して護衛（登下校の護衛及び裏口の見張り）に回ることになった。後にリクオと七分三分の盃を交わした。京都決戦に於いて鬼童丸と対峙した際、リクオに鬼纏の一つ「畏襲」を教えた。更にリクオの三代目襲名と同時に、青田坊共々幹部に昇格した。
暗器黒演舞（あんきくろえんぶ）
無限に出現する様々な種類の暗器を使いこなし、敵に反撃の隙を与えぬまま仕留める。
首無（くびなし）
声 - 櫻井孝宏
リクオの側近の一人。「常州の弦殺師」の異名を持つ二枚目の青年。妖怪としては抜け首の仲間で、頭部が胴体から離れ宙に浮いている。
普段は温厚な性格だが、戦場では打って変って冷徹になり、敵と見なしたものには容赦なく攻撃を加える。特にリクオが土蜘蛛に倒された際には江戸時代の頃の精神に戻り、京妖怪を一人残らず皆殺しにする残忍ぶりを見せた。一方で人間、妖怪を問わず女性に甘い一面があり、リクオや毛倡妓などからもその点を心配されている。
リクオが正式に跡目候補となってからは無い首をマフラーをして隠し、サングラスを掛けて人間に擬態。護衛（登下校の護衛及び校門の見張り）に回ることになった。背格好がリクオに似ているため、身長を変えて影武者としてすり替わったこともある。後にリクオと七分三分の盃を交わした。また、毛倡妓と二人きりの際は、彼女の事を「紀乃」と呼ぶ。
元々は江戸時代の人間（名前は不明）で、悪徳商人に苦しむ庶民のために義賊をやっていた。吉原に身を隠していた20歳くらいの頃に、仲間もろとも妖怪に殺され、その怨みを晴らすため自ら妖怪となり、逆に妖怪に殺戮の限りを尽くしていた。しかし320年以上前に鯉伴と出会い、彼の圧倒的な実力の前に敗退する。鯉伴の「守る者」の為の強さを当初は否定したが、当時の毛倡妓（紀乃）が彼のために見せたその強さを鯉伴に指摘され、仲間の仇をとった後に彼女と共に奴良組に入った。
黒弦（こくげん）
絡新婦の糸に毛倡妓の髪をより合わせた、絡新婦の束縛癖と毛倡妓の粘着質を併せ持つ特製の紐。これによる拘束や絞殺を得意とする。紐に鬼憑させて紐を縄状に変化させ、鎖のような硬さを持たせる。なお、紐を使った暗殺術は生前から使用していた。
弦術・殺取 "くさり蜘蛛"（げんじゅつ・あやとり くさりぐも）
鬼憑させた黒弦を使い、相手の首を締めて吊るし上げる。
弦術・殺取 "蛇行刃"（げんじゅつ・あやとり じゃこうやいば）
鬼憑させた黒弦を使い、相手に弦を絡ませバラバラに切断する。
弦術・殺取 "螺旋刃"（げんじゅつ・あやとり らせんじん）
鬼憑させた黒弦を敵の足元に螺旋状に敷き、そのまま引き上げることで相手を切り刻む。
毛倡妓（けじょうろう）
声 - かかずゆみ
リクオの百鬼夜行の一員。ウェーブがかかった長髪の女郎の妖怪。
奴良家の台所で家事をしている姐御肌な巨乳美女。戦闘においては髪を生きているように伸ばし操って相手を締め上げるなど、遠距離戦が得意。リクオが正式に跡目候補となってからは、彼女も人間に擬態して護衛（登下校の護衛及びスロープ上からの見張り）に回ることになったが、護衛役の中では唯一、リクオと盃を交わした描写はない。
元人間であり、名前は紀乃（きの）。江戸時代の吉原の花魁で、禿であった9歳の頃から首無と付き合いがある（その為実際は彼女の方が年下）。その頃から義賊であった首無に恋情を抱いており、妖怪となった彼をなお想い続けていた。その後19歳の時にある事件にて自身も生きたまま妖怪となり、首無と共に奴良組へ入った。昔は「攻めるのが首無、守るのが毛倡妓」という考えの下に二人で共闘しており、その為二人の連携攻撃は強力である。
みだれ髪（みだれがみ）
毛倡妓の畏。見惚れたりその髪を怖いと思ったりすると、相手は畏に呑まれてその攻撃を通せなくなる。
みだれ髪 "遊女の舞" （みだれがみ・あそびおんなのまい）
鬼憑させた黒髪を伸ばし、敵を捕らえる。
河童（かっぱ）
声 - 矢部雅史
リクオの百鬼夜行の一員。忍装束を着て、頭の上に巨大な皿をかぶっている。
普段は庭の池の中で暮らし、地下水脈や下水道を通じて各地の水場へ移動することもできる。そのため度々人に目撃されてマスコミ査定を受け、好物のキュウリを減らされている。マイペースな性格で、のんびりとした言動が目立つ。水を操る忍法が得意で、水場では無類の強さを誇る。ヘッドフォンをつけた人間の少年に化ける事ができるが、水かきは消えない。
リクオが正式に跡目候補となってからは、彼も護衛（登下校の護衛及び屋上からの見張り）に回ることになった。後にリクオと七分三分の盃を交わした（アニメではその描写は無かった）。
河童忍法秘伝・ミズチ球（かっぱにんぽうひでん・みずちだま）
水球を作り、敵に投げつける。水球の大きさによって作成時間が変化する。投擲武器として用いるほかに、相手を中に取り込んで窒息させることも可能。同系統の技に小型の水球を連続で敵へ投げつける「ミ☆ズ☆チ☆球」がある。
河童忍法・通り抜け忍び池（かっぱにんぽう・とおりぬけしのびいけ）
竹筒から水を壁に向かって円を描くように出し、通り道を作る。
鴉天狗（からすてんぐ）
声 - 間島淳司
奴良家お目付役。高尾山天狗党党首。愛称は「カラス」。
非常に小さな身体に、竹串ほどに短い錫杖を持っている。リクオの世話係たちのまとめ役であるが、空回ることもしばしば。昼夜を問わず思い切った行動に出るリクオに手を焼いている。
400年前の若い頃はかなり背が高く、当時の長い錫杖には刀が仕込まれていた。しかし、京都での羽衣狐との決戦以降、急激に現在の体型に近づいた（これは実家に帰るたびに妻の濡鴉に叩かれていたためだが、本人は気づいていない）。携帯電話やパソコンなどの文明の利器に通じているようで、本人曰く「国際派」らしく、長男の名付けもそれ故。
三羽鴉（さんばがらす）
鴉天狗の子供の、三つ子の兄妹。浮世絵町の多数のカラスを従えており、諜報役として活躍する。馬頭丸の操る巨大な妖怪を一瞬にして蹴散らすなど、戦闘能力も高い。背中に翼を有する人間と本来の妖怪の二つの姿を持っており、妖怪の姿では言葉遣いも古風に変わり戦闘力が向上する。
黒羽丸（くろうまる）
声 - 下野紘
三羽鴉の長男。人間に変化した姿は黒髪の青年。妖怪の姿は若い頃の父に似ている。父や弟妹とは違って鎧を着用する。
浮世絵町のパトロールはほぼ彼が担当している様子。規則に厳しく融通が利かないので、真面目すぎるとまで言われる。得物は錫杖。上空から高速で強襲するヒット＆アウェイの戦法を得意とする。名前の由来は英語の「crow」。
トサカ丸（トサカまる）
声 - 入野自由
三羽鴉の次男。生まれつきのモヒカン刈り頭が特徴。人間に変化した姿はモヒカン頭の青年。妖怪の姿でも鴉の顔にモヒカンはそのまま。
父や兄妹と違い、モヒカンが逆立たないという理由で頭襟をかぶっていない。柄が悪そうだがノリの軽い性格で、よく冗談や不満を言う。得物は錫杖。
ささ美（ささみ）
声 - 小清水亜美
三羽鴉の長女。人間に変化した姿はメガネを掛けた黒髪の女性。妖怪の時は嘴だけを変化させることが多い。
冷静な性格。名前は美人になるようにと付けられたが、気に入っていない。得物は錫杖の他に鞭を振るう。
邪魅（じゃみ）
声 - 浅川悠
顔を何重もの護符で覆い隠した妖怪。
元は、無名だが君主に忠実な、秀島藩の若侍。勤勉で藩主・菅沼定盛を心から尊敬し、自身も定盛に信頼されていた。しかし定盛の妻から嫉妬を受け、冤罪を着せられて地下牢に監禁され、そこで大津波にのまれ命を落とす。その後、君主を守るという誓いを果たせず死んでしまった無念で妖怪となり、定盛の子孫を守護していた。
土地を狙っていたヤクザによって邪魅騒動の名目で不当に扱われ、これをリクオと共に退治する。その後にリクオと七分三分の盃を交わし、百鬼夜行に加わった。劇中でリクオが自分でスカウトして杯を交わした唯一の妖怪。
猫目の爪（ねこめのつめ）
奴良家の妖怪の一人。小柄で覆面をしており、猫の目と爪を持つ。読み切り版から登場しており、連載版でも過去編で度々登場しているが、名前は出ていない。晴明戦でぬらりひょんのかつての仲間として呼び寄せられた。
手長足長（てながあしなが）
江戸時代の奴良組にいた、手長と足長の2人組の妖怪。百物語組の妖怪を追跡中に、黒田坊と刺客の怪に殺された。
納豆小僧（なっとうこぞう）
声 - 新井里美、小桜エツ子（第1期9話 - 20話）
奴良家に棲む最古参の小妖怪。ぬらりひょんが奴良組を立ち上げる前に干からびていた所を助けられて以来、行動を共にしていた。頭部が納豆の藁苞状で、隙間から目がのぞく。小妖怪であるが、初代総大将の側近として行動を共にしている場面が多い。納豆の糸で敵を拘束する能力を持つ。
豆腐小僧（とうふこぞう）
声 - 古川小百合
納豆小僧がよくつるんでいる小妖怪。容姿は一つ目小僧に似ている。
DVD【奴良組事始】では、小鬼・手の目と共にぬらりひょんを襲うが返り討ちに遭う。当初は奥州遠野一家に入ろうとしていたが、ぬらりひょんに惚れ、奴良組に入る事にする。
小鬼（こおに）
声 - 鳥海浩輔
納豆小僧がよくつるんでいる小妖怪。昔から奴良組に棲み着いていて、酒が好き。400年ほど前は黒髪であったが、現在は白髪となり頭頂部は禿げている。
DVD【奴良組事始】では、豆腐小僧・手の目と共にぬらりひょんを襲うが返り討ちに遭う。当初は奥州遠野一家に入ろうとしていたが、ぬらりひょんに惚れ、奴良組に入る事にする。
手の目（てのめ）
声 - 島﨑信長
納豆小僧がよくつるんでいる小妖怪。顔に目がなく、両手に目がついている。
DVD【奴良組事始】では、小鬼・豆腐小僧と共にぬらりひょんを襲うが返り討ちに遭う。当初は奥州遠野一家に入ろうとしていたが、ぬらりひょんに惚れ、奴良組に入る事にする。
3の口（さんのくち）
声 - 平田真菜
口の形が数字の「3」に似ている小妖怪。元々は、奥州遠野一家に現れた迷い家の怪異。
蛇ニョロ（へびニョロ）
リクオの散歩用下僕。空を飛べる蛇の妖怪。
破壊蛙（はかいがえる）
腹に「破壊」と書いてある蛙。事あるごとに「破壊じゃ」と口にする。

### 奴良組傘下

#### 奴良組幹部
木魚達磨（もくぎょだるま）
声 - 辻親八
奴良組系「達磨会」会長。奴良組の相談役で、貸元ではあるが本家に住んでいる。400年前から奴良組に属していた古参。
人間そのものであるリクオが奴良組次期頭領になることに疑問を抱くが、真の姿を知り徐々に認めていくことになる。ぬらりひょんやリクオのよき相談役。400年前は頭巾をかぶっており、羽衣狐戦ではしょうけらと交戦。
牛鬼（ぎゅうき）
声 - 中田譲治、喜多村英梨（7歳）、國立幸（12歳）
奴良組系「牛鬼組」組長。物静かで慎重に物事を考える性格のため、周囲からは「行動が鈍い」「牛の歩み」と揶揄されることもある。幻術を用いた戦いを得意とし、剣術も極めて高い実力を誇る。992年12月6日生まれ。
かつては人間であり、梅若丸（うめわかまる）という名の平安時代の公家の子であった。幼少期から比叡山の寺に預けられ、母との誓いを胸に修行に励んでいたが、その異才ぶりに周囲の人間から疎まれ居場所をなくした末に、母親を妖怪・牛鬼に喰われてしまう。それをきっかけに人間に絶望し、魔道に墜ち妖怪と化し、山の妖怪を引き連れ人里を襲ううちに彼自身が「牛鬼」と呼ばれるようになった。母の菩提を弔うため数多くの人間を殺したが、奴良組との三日三晩の抗争の後敗北し傘下に加わる。その時にぬらりひょんと親子の盃を交わした。400年前の羽衣狐戦でも、大坂城へ向かうぬらりひょんに同行した。奴良組への畏敬・愛情の念は強く、孫であるリクオにもぬらりひょん同様に成長してほしいと期待している。現在年齢が分かっている奴良組の面々の中では最高齢。
当初はリクオ三代目襲名否定派の一人で、旧鼠を影で操っていた。謀反の動機は、内憂外患を山と抱え込んだ奴良組の将来を案じたがためで、捩眼山にやってきたリクオと自ら闘いその器を試すが、最後はリクオと相討ちになり、責任を取るべく自決しようとする。しかしリクオに止められ、また昼のリクオからも三代目を引き継ぐ決意を聞かされたことからリクオを認める。若頭襲名の席にて改めて再び奴良組の傘下に戻ることとなった。木魚達磨と並んでリクオが最も信頼する相談役となる。リクオの三代目襲名に伴い貸元頭になった。
鴆（ぜん）
声 - 杉田智和
奴良組系「薬師一派」組長。猛毒の羽を持つ鳥の妖怪。普段は青年の姿をしている。
薬と医術の知識に精通しており、「薬鴆堂」という病院を営む（組自体が医業をシノギとしている）。直情型の性格で、怒ると毒の羽を飛ばして攻撃する。自身が持つ毒に身体を蝕まれるため、短命の一族であり、彼自身も毒の影響でよく吐血する。
リクオの幼少の頃からの理解者で、三代目を継ごうとしない彼に一度は愛想を尽かすも、自身の部下に裏切られた所を覚醒したリクオに助けられ、改めて義兄弟の盃を交わした。リクオの百鬼夜行の中で最初に盃を交わした妖怪である。以降は友好関係を取り戻し、彼に助言をするなど信頼関係を築くようになる。四国八十八鬼夜行襲来の際にはリクオに自分の百鬼夜行を作るよう助言した。京都遠征にも同行し、鞍馬山での牛鬼とリクオの修業では彼が鬼纏を会得するきっかけを作った。京都戦で消耗し、以降体調が思わしくないようだがリクオと猩影と共に奴良組を守る決意をする。
狒々（ひひ）
声 - 辻谷耕史
奴良組系「関東大猿会」初代会長。振分け髪に小袖と袴を纏い、顔のサイズに合わない小面の能面をつけた大猿の妖怪。400年前から奴良組に属していた古参。羽衣狐戦では鬼童丸と交戦した。
奴良組に入ったのは、総大将ぬらりひょんに惚れ込んだ為であり、力は狒々の方が上でもぬらりひょんの器には敵わないと感じたという。奴良組の中でも長老格と呼ばれる存在だったが、四国八十八鬼夜行のムチの襲撃を受け、配下の妖怪と共に殺された。
猩影（しょうえい）
声 - 星野貴紀
関東大猿会二代目会長。狒々の息子で、人間の母親との間に生まれた半妖。年齢はリクオより少し年上とあまり変わらない。服装はノームコアとストリートの混合ファッションで、パーカーのフードを被り、その上から羽織を掛けている。
人間の姿でも立ち上がれば一ツ目入道を見下ろすほどの長身で、妖怪時の姿は本人でも「大きすぎる」と言うほど大きくなる。日本刀を携え、現在は父と同じく能面を身につけている。情が深く潔い性格だが、感情的で良くも悪くも熱くなりやすい面もある。氷麗や首無など本家の妖怪たちを「姐（ねえ）さん」や「兄貴」と呼んで慕っている。
幼い頃は、父の意思で人間として育てられていた。不良高校でテッペンをとり、卒業後は池袋でチーマーとして頭を張っていたが、父が死んで初めて自分が妖怪だと知った。リクオ同様に人間として世を生きていくと決めており、最早妖怪の世界には戻らないとも心を決めていたが、狒々の死に伴い会長となる為リクオに呼び戻される。父を殺した四国八十八鬼夜行を憎み、玉章への復讐を固く誓っていたが彼の父の隠神刑部狸の頼みによりリクオが手打ちとした為に仇を討つ事はできなかった。京都にてリクオと合流したものの、奴良組の面々が京妖怪に苦戦した事に対して愚痴をこぼすなど、その心情は複雑だった。しかし、切裂とおりゃんせとの戦いを経てリクオの総大将としての器を知り、三代目の奴良組を盛り立てると誓った。晴明戦では茨木童子を倒し、父親の墓参りでその事を報告した。
大猿 狒々の大太刀（たいえん ひひのおおだち）
能面をつける事で発動する狒々の畏。刀に自身の畏を鬼憑させ、相手の畏を断ち切る。
一ツ目入道（ひとつめにゅうどう）
声 - 松山鷹志
奴良組系「独眼鬼組」組長。ちょんまげ頭をした一つ目の大男の妖怪。400年前から奴良組に属していた古参。
利己的で、目下と見なした者には大きな態度を取る、決して潔いとは言えない性格の持ち主。奴良組内のリクオ三代目襲名否定派の一人で、牛鬼の暗躍も知りながら黙認していた（アニメでは直接的な描写はないが蛇太夫と繋がりがあることを示す描写がある）。
やたらと「奴良組のために」と口にし、リクオによる牛鬼の処分や四国八十八鬼夜行の手打ちにもただ一人納得しなかったが、それが却って自らボロを出し派閥内での孤立をも招く結果となり、遂にはリクオ相手に理論でやり込められる。四国八十八鬼夜行襲撃の際には（彼に限ったことではないが）自分の身の安全ばかりを考え、真の策を表に出さず会議を行うリクオらを、何の対策もしないものと見なして批判してばかりおり、化猫屋に店員として潜入していた鈎針女の正体に気付かずに組の情報を漏らしたりもしていた。牛鬼曰く、「馬鹿な奴」。
ぬらりひょんが頭領を務めていた頃は、現在のそれとは比べ物にならないほど凛々しく男気にあふれた豪傑であり、牛鬼に心底「かなわないな」と思わせるほどだった。大坂城から救出された苔姫に対しても、「涙が真珠になろうともあの娘は笑顔が一番似合う」と言うなど、その性格は現代とはかけ離れたものだった。
400年前の頃の武器は刀だったが、元禄時代には銃を使っており、髷だけを打ち抜くなどかなりの腕前であり、晴明戦ではぬらりひょんに発破をかけられ、牛鬼と共に雄呂血の一体を倒す活躍を見せた。
三ツ目八面（みつめやづら）
声 - 広田みのる
奴良組系「三ツ目党」党主。額にある目と牙の生えた口、ちょんまげ頭が特徴の妖怪。
玉章へ魔王の小槌を与え、四国八十八鬼夜行の侵攻を招いた黒幕。正体は山ン本の脳である。
もったいないお化け（もったいないおばけ）
奴良組系「御化組」組長。三角おにぎりのような顔に大きな一つ目と口のついた妖怪。「もったいない」ことをした人間を苦しめるという。アニメ版では一ツ目入道の軽率な言動が原因で幹部会の帰りに本家を出た所を部下もろとも四国八十八鬼夜行に襲われている。
算盤坊（そろばんぼう）
奴良組系「妖怪商人連合」会長。頭が大きく、度の強い眼鏡をかけた妖怪。頭脳が発達しており算盤が得意。
大ムカデ（おおムカデ）
奴良組系「百足一族」族長。その名の通り巨大なムカデの妖怪。奴良組幹部の中では珍しく人間型ではない。
浅茅ヶ原の鬼女（あさじがはらのきじょ）
奴良組系「鬼女組」組長。老婆と童女の二人一組の妖怪。
ガゴゼ
声 - 廣田行生
奴良組系「ガゴゼ会」会長。子供をさらい喰う、死神の姿をした妖怪。400年前から奴良組に属していた古参。数多くの子供を殺害してきたことで、悪行の数では右に出る者はいないと、奴良組の中でも評判だった。
奴良組の次期総大将の座を狙い、邪魔なリクオを襲撃する。リクオの同級生たちを襲ったことでリクオの怒りにふれ、刀で真っ二つに斬り捨てられた。
彭候（ほうこう）
奴良組幹部。奴良組直系二次団体「彭候組」組長。犬の顔をした妖怪。リクオの三代目襲名に伴い、幹部を引退した。
百物語組襲撃に際し、自らのシマである中華街を巡回していたが、味方に化けた珠三郎に殺された。

#### 傘下組織構成員

##### 牛鬼組
牛頭丸（ごずまる）
声 - 吉野裕行
牛鬼組若頭。髷を結い左目を前髪で隠した少年。
幼い頃から馬頭丸と共に牛鬼の側に仕え、馬頭丸と並び牛鬼からの信頼が最も厚い部下である。牛鬼に心酔しており、どんな命令も従う。粗暴な性格で、牛鬼組以外の妖怪は基本的に見下している自信家。判断力は高いが血の気が多く、後先考えず暴走して危機を招くこともある。
呪文を聞かせることで人間を操ったり惑わせることができ、「爪」という銘の日本刀を使って戦う。傀儡糸を使って人間を操ることもできるが、馬頭丸のものとは違い少々乱暴。
捩眼山にて油断した氷麗を圧倒して負傷させ、駆けつけたリクオと互角の勝負を展開したが覚醒したリクオに敗北し、牛鬼の処分に伴い本家あずかりの身となる。氷麗とは犬猿の仲で彼女のことを「雪ん子」と呼んでいる（単項本25巻の番外編②「三代目、ご乱心!?」で「雪女」と呼ぶ）が、黒羽丸によれば「好きだから」とのこと。事実上本家の人質という立場にある（現在は解かれている）が、鴉天狗からぬらりひょんの護衛任務を与えられるなど、それなりに実力は買われている様子。平和ボケした本家をやや嫌っているが、リクオに対しては多少興味を抱いている。
牛頭陰魔爪（ごずいんまそう）
背中から最大8本の巨大な爪を繰り出す。
馬頭丸（めずまる）
声 - 保志総一朗
牛鬼組若頭補佐。いつも馬の頭蓋骨を頭にかぶっている少年。その素顔は中性的な顔立ち故、少女のようにも見える。四国妖怪勢へ偵察に赴く際、女装した（させられた）こともある。
傀儡糸を使って人間を操ることができる。牛頭丸のような武器や攻撃能力は持たないため、主に補助役に回ることが多い。牛頭丸にはライバル意識も抱いているが、普段はかなり仲が良い。少々間が抜けていて、楽天的かつ幼稚なところもあるが、戦闘中は冷酷な表情を見せる。
牛頭丸と共にリクオとその仲間の始末にかかったが、捩眼山温泉での戦いではゆらや三羽鴉の登場という不測の事態に慌てていた。牛鬼降伏後は牛頭丸と共に奴良組へ復帰した。リクオを始め本家の妖怪をそれほど嫌ってはおらず、必要以上に危険なことに手を出すことは躊躇っているが、自己中心的に行動する牛頭丸に振り回されることが多い。
うしおに軍団
馬頭丸の傀儡糸によって操られる複数の巨大な妖怪集団。宇和島（うわじま）、根香（ねごろ）など他多数。

##### 薬師一派
蛇太夫（へびだゆう）
声 - 矢部雅史
鴆の側近。自在に伸びる首で攻撃する。鴆が最も信頼していた部下だが、元より忠誠心などなく、彼の命が長くないと知ると反旗を翻した。しかし駆け付けたリクオに阻まれ、刀で真っ二つにされた。
原作では上記の通り、最初から組を乗っ取るつもりで薬師一派に所属していたが、アニメでは鴆が何の野心も持たず奴良組ばかり考えていた事の失望に加え、反リクオ派の何者か（声は一ツ目入道）に唆された為となっている。そのため彼の死後、鴆から詫びの言葉が述べられている。
薬壺（くすりつぼ）
鴆の部下。小型の瓶のような形をしており、中に薬が入っている。
竹壺くん（たけつぼくん）
鴆の部下。竹の形をした小型の妖怪。中に包帯が入っている。

##### 化猫組
良太猫（りょうたねこ）
声 - 石井真
奴良組系「化猫組」当主。浮世絵町一番街を取り仕切っている猫又。
博徒として街を長く治めてきたが、旧鼠組に乗っ取られてしまい、リクオに助けを求める。旧鼠が倒された後は再び一番街の実権を取り戻し、うまくやっている様子。
三郎猫（さぶろうねこ）
声 - 小林翔平
化猫組の妖怪。愛想がいい性格。早朝店じまいをしている中で運悪く玉章らに出くわしてしまい、ムチに切り裂かれ重傷を負った。その後は生死不明。

##### その他
旧鼠（きゅうそ）
声 - 子安武人
奴良組系「旧鼠組」組長。浮世絵町の歓楽街で暗躍するネズミ妖怪。星矢（せいや）という源氏名でホストクラブのナンバーワンとして振舞うが、それは餌にする娘を得るためにすぎない。自己中心的で狡賢い性格の為、組ごと破門させられた過去を持つ。
奴良組次期総大将の座を奪う為にゆらとカナを人質にとり、リクオに三代目襲名の放棄を要求した。しかし、奴良組の返り討ちにあい、最期は覚醒したリクオの「明鏡止水・桜」で焼き殺された。
歯黒べったり（はぐろべったり）
奴良組系「のっぺら組」の妖怪。のっぺらぼうだが口があり、歯にはお歯黒が塗ってある。
山地乳（やまちち）
奴良組系「山姥組」の妖怪。コウモリが姿を変えたサルのような妖怪で、人の寿命を伸び縮みさせる力を持つという。
蛇骨婆（じゃこつばば）
妖怪たちの歓楽街「化け猫横丁」への入り口番台に座る、肩に大蛇をのせた老女。
置行堀（おいてけぼり）
奴良組に属す下っ端妖怪。女性。浮世絵町の池に棲み、通りかかった人から大切なものを奪う。返してもらうには、盗んだものよりいいものを置行堀に与えなければならない。
凛子（りんこ）
浮世絵中学校の女子生徒。土地神・白蛇の曾孫で、妖怪の血を八分の一受け継いでいる。手の甲と目元に蛇の鱗模様がある。祖父から受け継いだ幸運の力により、彼女の家は裕福である。
自身を人間でも妖怪でもない中途半端な存在と考えて悩んでいたが、すねこすりに襲われた所をリクオに助けられ、考えを改めた。
すねこすり
浮世絵中学校に棲む、数多の猫が集まって出来た妖怪。浮世絵中学校七不思議の一つで、突然人を転ばせる。実は第一幕の一頁目に登場している。
凛子を人間でも妖怪でもない半端な存在として見下し、彼女を襲った所をリクオの無回転ヤクザキックで蹴散らされた。
お涼（おりょう）
つらら組の妖怪。氷鉢（大正浪漫硝子）の付喪神。
濡鴉（ぬれがらす）
声 - 田村ゆかり
高尾山天狗党党首補佐。鴉天狗の妻。普段から高尾山を切り盛りしている。
党首である鴉天狗が、本家ばかりにかまけて実家を気にかけていない事が気に入らないらしく、苛立っている。4人の幼子を背負っており、鴉天狗夫妻には合わせて七つの子があることになる。
加牟波理入道（がんばりにゅうどう）
便所の妖怪。「加牟波理入道ホトトギス」と3回唱えると首が落ち、その首を袖に入れ取り出すと小判に変わり、1年間幸せになれるという。「トイレの女神様」という歌が流行したことで、畏を得やすくなった。
袖入れ鬼（そでいれおに）
番外編に登場。Gメンになりすまして万引きの濡れ衣を着せ、恐怖を与える。
枕がえし（まくらがえし）
番外編に登場。リクオを初めとする奴良組の面々や遠野、さらにはゆらにまで寝癖に見せかけて髪をデザインしまくった。

### 土地神
千羽（せんば）
声 - 神谷浩史
浮世絵総合病院の裏山の祠にいる土地神。「千羽」と書かれた紙を顔につけ、折り紙のような羽根を持つ小さな守り神。人の信仰心の結晶で、千羽鶴を自分の祠に供えた人の祈りで病気を治す力を持っている。一人称は「小生」。
何年も人に詣でられなかったために小さくなってしまい、力も弱っていたが、ひばりの信仰心により力を取り戻し、袖モギ様の呪いで生命力を奪われた鳥居を回復させた。
苔姫（こけひめ）
声 - 大久保藍子
玉苔神社に住み着く土地神。振分け髪を耳の上辺りで左右に結んでいる平安装束の童女。一人称は「ワラワ」。一ツ目入道に懐いている。
元は400年前の人間の姫君であり、涙が真珠になる不思議な力を持っていた。その力が故に羽衣狐（淀殿）に狙われ、大坂城に連れて来られた。奴良組によって助け出された後は江戸へと移る。人々に崇められて亡くなった後は神社が建てられ、土地神となった。
袖モギ様に襲われて呪われそうになったが、潜伏していた黒田坊に間一髪で助けられた。
白蛇（しろへび）
浮世絵中学校の校庭にある噴水に棲む土地神。凛子の曽祖父。強力な幸運を呼び込む力を持つ。浮世絵中学校の七不思議の一つ。

### 器物妖怪
朧車（おぼろぐるま）
空を飛ぶ牛車の妖怪。奴良組の乗り物。
宝船&小判船（たからぶね&こばんぶね）
声 - 若本規夫（宝船）
奴良組名物・戦略空中妖塞。巨大な宝船と、いくつもの小型の屋形船が編隊を組む。船の両脇から扇子を持った腕が生えており、扇いで空中を進む。自己治癒能力があり、ある程度破損しても時間がたてば再生する。

## 四国八十八鬼夜行

### 組長
隠神刑部狸・玉章（いぬがみぎょうぶだぬき・たまずさ）
声 - 石田彰
四国八十八鬼夜行組長。隠神刑部狸の88番目の嫁の8人目の息子にして、彼の神通力を最も強く受け継いだ妖怪。高校生ぐらいの少年の外見をしている。狸妖怪としての真の姿は長髪に歌舞伎風の仮面をしており、髪の毛を自在に操ることができる。
妖怪の中だけでなく人間の中でもずば抜けたカリスマ性を発揮し、浮世絵町に来る前の学校では生徒会長を務めていた。しかし裏の顔は敵に苦痛を与えることを好む残虐非道な性格の持ち主であり、自らの力を誇示するために、部下や自らを慕ってきたものであっても容赦なく斬り捨てる。反面、自らが信頼した者は対等に扱い、敬意も払う。
幼少の頃から野心を抱いていたが、その野心を山ン本五郎左衛門に利用された。妖怪を殺すことで力を無限に増長する刀「魔王の小槌」を山ン本から預けられる。その力をもって自分を見下した兄たちを皆殺しにし、その畏から自分についてきた妖怪たちと共に、新しい四国八十八鬼夜行を作り出した。隠神刑部狸によれば、この刀を手にした時から冷酷な性格に変貌したという。「玉章」の読みは本来「たまずさ」だが、彼は「たまずき」つまり「玉座を狙う」という意味に名前を改めている。
奴良組が支配する浮世絵町でより多くの畏を奪い、地盤を奪おうと攻め込んだ。百鬼夜行大戦ではリクオと彼の仲間の妖怪たちに押され、役に立たないと判断した自分の仲間たちを斬って百鬼夜行を全て背負おうとした。しかし、新しいぬらりひょんの力「鏡花水月」を使ったリクオに斬られ、吸収した百鬼の力が抜け落ちてしまった。その後、猩影に親父の仇と斬られそうになったところをぬらりひょんに止められ、共に来ていた隠神刑部狸に懇願されたリクオの命で、犠牲になった四国の妖怪を全て弔うことを条件に手打ちにされた。四国に帰ってからは、自分についてきた犬をいつも連れている。奴良組との抗争で右腕を失い、さらに顔の中央に大きな斜め傷を作った。
その後、晴明ら御門院家による「清浄」に対し、四国妖怪の代表として奴良組に召集された。リクオ、獺祭と共に九州地方の「清浄」討伐に向かう。その後は、すでに配下としていた和歌山の妖怪たちをも引き連れて葵城に入り、自身は有行と交戦する。
神通力・紅葉礫（じんつうりき・くれはつぶて）
普段は気付けに使われる木の葉を無数に浴びせる。木の葉は玉章の畏に反応して劇薬となり、粉微塵になっても触れただけで血液を沸騰させ、血管を破裂させる。その血で木の葉は赤く色付く。
隠神刑部狸（いぬがみぎょうぶだぬき）
声 - 森功至
八百八狸の長で、四国三大狸妖怪の一人。四国八十八鬼夜行を築いた大親分だが、現在は隠居中。老齢のため力も衰え、統率できる妖怪たちも少なくなっている。
約300年前に松山城乗っ取りを目論んだが、人間と争って敗れ、封印された。ぬらりひょんとは旧知の仲であるが、助力を受けてしまえばぬらりひょんの百鬼夜行に加わることになると判断し、敗北した際にぬらりひょんからの助力を断っている。若い頃は真の姿の玉章によく似た姿だった。玉章の本州襲撃の件はまったく知らず、ぬらりひょんの来訪によって初めてその真実を知らされた。
玉章の葉（たまずさのは）
化け狸が使うことのできる神通力。「玉章」とはカラスウリの別名で、狸が化けたり神通力を使うときにその葉を使う。

### 七人同行
犬神（いぬがみ）
声 - 岡本信彦
四国八十八鬼夜行幹部「七人同行」の一人。土佐弁を話す犬妖怪。平安時代に犬神の呪いを行って失敗し、犬神憑きとなった術者を先祖に持つ。人を妬み恨む想いが頂点に達すると本性を現す。
元々は玉章と同じ学校の生徒で、彼の取り巻きにリンチを受けたが、犬神としての力を解放して全員を殺害し、それがきっかけで玉章に誘われて傘下に入った。迫害されていた自分と違いカリスマ性を持つ玉章や、人間から好かれているリクオを憎んでいる。ただし玉章に関しては、むしろ彼を羨んで尊敬する気持ちのほうが強い。
リクオらが通う中学校に潜入し、妖怪なのに人間達と仲良くしているリクオに激しい嫉妬を覚える。生徒会長選挙の時に清継の推薦に立ったリクオ（正体は首無）が全校生徒から歓声を浴びる光景を見て、人間への恨めしさが頂点に達し選挙中に正体を現す。巨大な獣に変化しリクオと死闘を演じるが、最期はリクオに一刀両断される。変化が解けた後もしぶとくリクオと戦おうとするが、リクオへの憎しみが畏れに変わったことから力を失い、玉章に見捨てられて神通力で体を木の葉に変えられ、始末された。しかし、玉章のしたことは四国の妖怪たちには「奴良組の仕業」として伝えられ、彼らを鼓舞するきっかけとなった。
夜雀（よすずめ）
四国八十八鬼夜行幹部「七人同行」の一人。
袖モギ様（そでもぎさま）
声 - チョー
四国八十八鬼夜行幹部「七人同行」の一人。小柄な地蔵姿の妖怪。
服の袖を掴み、振り向いた者を呪い殺す力を持つ。袖を破って袖モギ様に差し出せば呪いは解けるが、裏を返せば差し出す袖が無ければ殺されてしまうので、戦闘においては相手の袖が無くなるまで毟り取ってしまう。呪いの力は強力だが戦闘能力は皆無に等しいため、戦う力の無い土地神のみを襲い、その信仰を自分の畏に変える。
鳥居を呪いで殺しかけたことでリクオ達の怒りを買い、苔姫を襲っていたところを黒田坊によって倒された。瀕死状態でも挑発し続けたため、リクオによって止めを刺された。
針女（はりおんな）
声 - 折笠愛
四国八十八鬼夜行幹部「七人同行」の一人。髪を振り乱した女の妖怪。髪の一本一本が鉤針になっており、獲物を引っ掛けることができる。
百鬼夜行大戦で首無と対峙し、動きを封じられた直後、魔王の小槌に斬られ殺された。
アニメでは名前が鉤針女（かぎばりおんな）とされている。
手洗い鬼（てあらいおに）
声 - 斧アツシ
四国八十八鬼夜行幹部「七人同行」の一人。巨大な巡礼僧の姿をした妖怪。街を徘徊し建物を破壊する。自称「四国一の怪力」。
百鬼夜行大戦で青田坊と対峙したが、剛力礼讃で真の力を発揮した青田坊に敗北。その後、魔王の小槌の贄にされそうな所を助けられ、玉章と共に四国へ帰った。
犬鳳凰（いぬほうおう）
声 - 竹田雅則
四国八十八鬼夜行幹部「七人同行」の一人。口から炎を吐く鶏の妖怪。自称「四国一のキレ者」。
百鬼夜行大戦で玉章に盾として利用され、リクオの奥義「明鏡止水"桜"」を受け死亡した。
岸涯小僧（ガンギこぞう）
声 - 後藤哲夫
四国八十八鬼夜行幹部「七人同行」の一人。池の辺に住む小柄な半魚人の妖怪。歯車を回すようにギザギザの歯がついた口を回転させ、獲物を喰らう。
集会に潜入した牛頭馬頭を怪しみ襲うが、牛頭丸の幻術にかかり利用されてしまった。百鬼夜行大戦では河童と対峙。逃げる河童を追い詰めたが、彼の巨大なミズチ球を食らって敗れた。後に玉章と共に四国へ帰った。

### その他
ムチ
声 - 鶴岡聡
紳士の風体をしているが、その正体はかまいたちに似た風の妖怪。高知の山奥に現れるという。猛毒の風を操り、その風音が鞭のしなる音に似ていることから「ムチ」と呼ばれる。
玉章や犬神と共に浮世絵町に来た刺客。手始めに奴良組幹部・狒々を殺害する。その後部下数人と共にぬらりひょんとゆらを襲うが、「真・明鏡止水」を使ったぬらりひょんにドスで身を貫かれ、風に流されて四散した。
風の陣形・砂打ちの鞭（かぜのじんけい すなうちのむち）
風の陣を組んで相手を閉じ込め、その中で鞭や破片などによる攻撃を行う。
怪異・八陣風壁（かいい はちじんふうへき）
毒風で作り出した小規模な竜巻を相手にぶつける。食らうと塵に帰すといわれる。
世話係の女狸（せわがかりのめだぬき）
隠神刑部狸の身の回りの世話をしている女狸。
豆狸（まめだぬき）
山口霊神堂の門番。200歳は超えているはずだが、まだ子供。納豆小僧に納豆菌をつけられ大騒ぎした。
小ぼうず（こぼうず）
坊主姿をした小妖怪。力は弱いが相手に集団で襲い掛かるので、うっとうしい。

## 京妖怪

### 主
羽衣狐（はごろもぎつね）
声 - 能登麻美子（山吹乙女の依代）、根谷美智子（本体、淀殿）
京妖怪を統べる狐の大妖怪。1004年11月16日生まれ。「信田の狐」。現在は9本の尾を持つ九尾の狐。かつて魑魅魍魎の主と呼ばれた大妖怪であり、花開院家の宿敵であると同時に、奴良組にとってはリクオの父親である鯉伴を殺した仇敵。
転生妖怪と呼ばれる特殊な妖怪。乱世に現れ、自らの目にとまった幼年期の人間を依代にして取り憑き、世に溢れる負の感情を吸収して成長し、それが頂点へ達した所で依代の体を完全に支配する。肉体は通常の人間である為に、肉体が滅びれば次の依代を求めて彷徨う。呼び名も「人間という名の『衣』を羽織り、繰り返し世に君臨し、人間の世界をも支配する強力な妖怪」が所以となっている。転生を重ねれば重ねるほど、羽衣狐の妖力はより強大になり、転生する度に一本増える巨大な狐の尾を軽く操っただけで相手を圧倒するほどの力を持つ。彼女の最終目的である悲願とはやや子・安倍晴明を出産する事であり、それ以外のことは単なる余興としか捉えていない。
千年前の平安時代より存在していたが、当時は普通の弱い妖怪で尻尾も一本だった。この時代に、安倍保名という人間の男との間に安倍晴明をもうけた。「羽衣狐の体内から再び生まれる」ことで反魂の術を完全なものにしようとする晴明の申し出を快諾するが、直後に羽衣狐の肝を不老長寿の薬にしようとした人間に討たれ、晴明の腕の中で息絶えた。しかし反魂の術を達成せんとする晴明の手により転生の力を手に入れ、晴明の死後40年して初めて転生した。
400年程前、淀殿として7度目の転生。豊臣秀頼の母親として、豊臣秀吉亡き後の豊臣家を支配した。豊臣家の滅亡と、妖が活動し難くなる徳川の時代を危惧し、多くの娘をさらって大量の生き肝を集めさせ、力を増していた。大坂城でのぬらりひょんとの激戦で、祢々切丸により斬りつけられ、さらに十三代目秀元の援護もあって敗北。二人に血筋を絶やす呪いをかけて逃亡した。淀殿は天守閣から落ち、人として無惨な死を遂げた。
現代では山吹乙女の肉体に宿り、大企業会長の孫娘として生活している。有名なお嬢様学校に在学し、「狐様」と呼ばれている。リボン以外は全て黒一色のセーラー服に身を包み、作画は徹底的に黒にこだわって描かれている。男女を問わず魅了する、魔性の魅力を手に入れており、生き肝の採取も更に容易になっている。
らせんの封印を次々と破って行き、第一の封印「弐條城」の鵺ヶ池にて鵺・晴明の出産準備に入った。京都中から集めた大量の生き肝を食らって力を付け、リクオたちが弐條城を襲撃した時、ついに晴明を出産した。晴明を封印しようとした竜二を退け、リクオと対決。二尾から四尾までの武器を繰り出して圧倒するが、戦いの中で乙女の記憶が表れ、混乱する。その隙にゆらの援護を受けたリクオに攻撃され、敗北した。乙女の身体を捨て逃亡を図り、直後に復活した晴明にすがるが、その晴明自身の手によって地獄に落とされるという、皮肉な最期を迎えた。
その後ぬらりひょんの手により、乙女の記憶を宿した状態で、「母性」の妖怪として半妖の里で復活する。葵螺旋城で晴明と再会するも、考え方の違いから対立。リクオに力を貸した。晴明戦後は、転生の念が消え、リクオを半妖の里へと連れていく。リクオ復活後は、その様子を見守りながら狂骨達と共に、いずこかへと消える。
二尾の鉄扇（にびのてっせん）
普段は鞄に入れている鉄扇。羽衣狐が平家の女性だった頃の所持品。巨大化でき、振り回すことであらゆるものをなぎ払う。リクオとの戦闘の中で破壊されたが、復活した後も使用している。
三尾の太刀（さんびのたち）
尾の中にしまってある日本刀。
四尾の槍"虎退治"（よんびのやり とらたいじ）
三つ叉の巨大な槍。同じく尾の中にしまってある。
安倍 晴明（あべ の せいめい）
「鵺」と呼ばれる羽衣狐の「やや子」。

### 幹部
鏖地蔵（みなごろしじぞう）
京妖怪幹部。羽衣狐の側近で、京妖怪たちの参謀的存在。
鬼童丸（きどうまる）
声 - 黒田崇矢
京妖怪幹部。千年前より羽衣狐母子に仕えていた一人。鬼の頭領。強面の老人の妖怪。400年前には狒々と交戦した。
酒呑童子の実の息子で、人間の女との間に生まれた半妖。そのため、黒髪だった400年前とは異なり現在では白髪である。当初は鵺を親の敵と狙っていたが、逆に彼の畏れに呑まれ、配下となった。
京妖怪の中でもとりわけ悲願達成に心血を注いでいる。400年前に悲願を破られた事からぬらりひょんや奴良組、花開院家を強く憎み、遠野でリクオに遭遇した際には彼を殺そうとした。剣術に長けており、イタクに「只者じゃない強さ」と言わしめるほどの実力者であり、リクオの「明鏡止水」やゆらの「黄泉送葬水包銃」を容易く破る事ができる。妖力が高まると、徐々に顔の表面を鬼の面が覆っていく。
弐條城に乗り込んできたリクオの最初の相手となる。妖力を全て解放し、本気でリクオと戦うが、黒田坊を鬼纏ったリクオに技を打ち破られ、畏襲によるリクオの鏡花水月の前に敗北した。しかし、彼が時間を稼いだ事で、晴明は復活を果たした。羽衣狐敗北後は、晴明と共に地獄へと向かった。
羅城門（らじょうもん）
鬼が住まうといわれる巨大な門を出現させる。
剣戟"楠"（けんげき くすのき）
基本剣戟の一つ。抜刀の際、神速を一気にとき放つ単発の剣。遠野でリクオの畏を破った。
神速剣戟"梅木"（しんそくけんげき うめのき）
目にもとまらぬ速さで剣を振るい、連撃をくりだす。
剣戟"梅木"（けんげき うめのき）
基本剣戟の一つ。「無数に拡がる梅の枝のごとく」、自分の周囲に無数の刃を拡げて攻撃する。
剣戟"櫻花"（けんげき おうか）
「億万の花が吉野の山に散るかのごとく」、二本の刀を超高速で振るい、「梅木」の10倍の速度で攻撃する。
剣戟"虚空"（けんげき こくう）
「櫻花」のさらに10倍の速度で攻撃する。「攻撃した後には何もない、むなしさだけが残る」ため、「虚空」と呼ばれる。
剣戟"無量"（けんげき むりょう）
羅城門に刀を突き刺し、無数の巨大な刃を神速で繰り出す。
茨木童子（いばらきどうじ）
声 - 津田健次郎
京妖怪幹部。千年前より羽衣狐母子に仕えていた一人。顔の左半分が卒塔婆で隠れている、鋭い眼をした青年。鬼の子であり、顔の半分は酒呑童子のもの。400年前には雪麗と交戦している。
口が悪くかなり短気で好戦的な性格であり、主君である羽衣狐にもため口を叩く。酒呑童子の顔は普段は卒塔婆によって隠されているが、妖力が上がるとこの卒塔婆が外れ、真の力を発揮する。同時に、相手を嬲りものにしてじわじわと痛めつける残虐なサディストの本性があらわになる。龍炎寺における首無・毛倡妓との戦いで卒塔婆が外れ、以降そのままになっている。
その昔、子供が欲しいと願った髪結床屋の老夫婦に拾われた童子で、茨木童子という名はその老人がつけた。ある時客の血を舐めたことで血の味を思い出し、人間達を殺して回る。その後、鬼の大将である酒呑童子と出会い、彼を親と決めて慕った。しかし彼が鵺に殺され、その配下に下る。その際に酒呑童子の亡骸を切り刻み、自分の左頬に埋め、かつて共に目指した鬼の世界を作り上げるまで、そこを酒呑童子の墓場にすると心に決めた。
京都編では龍炎寺にて首無・毛倡妓のタッグを相手にし、卒塔婆を外してこれを圧倒するが、増援の出現により撤退した。その後、弐條城で再び首無と対決する。羽衣狐敗北後は、晴明と共に地獄へと向かった。晴明戦では、猩影に倒される。
鬼太鼓（おんでこ）
鬼發。刀を円状に振ると雷を纏う輪が発生する。その輪から無数の雷鳴の矢を放って攻撃する。
鬼太鼓・乱れ打ち（おんでこ・みだれうち）
鬼發。無数の鬼太鼓を乱れ打ちする。
鬼太鼓桴・仏斬鋏（おんでこばち・ぶつぎりばさみ）
鬼太鼓を二本の刀に鬼憑させて切れ味を高め、巨大な鋏のように交差させ逆手に持ち（この際、刃と峰が反転する）、相手を斬り裂く。
しょうけら
声 - 斎賀みつき
京妖怪幹部。康申の日に天に伺いを立て、人を断罪する虫の妖怪。普段は十字架のネックレスを身に付けたクリスチャンの青年の姿をしている。真の姿は数種類もの昆虫が複合した気味の悪いものである。
羽衣狐を「闇の聖母（マリア）」、鵺を「主」と呼んで崇拝するなどその言動はナルシスト気味であり、それを嫌う茨木童子とは仲が悪い。その信仰心は厚く、人を殺しては教会で懺悔をしているようで、羽衣狐には「変わった妖怪だな」と称されている。しかし実際は天に伺いを立てる形でしょうけら自らが罪を判断し、断罪するという非道な性格の持ち主。
戦闘の際はネックレスを変化させた巨大な槍を武器に戦う。「ひかりあれ」と唱え槍から光を放ち、相手の眼を眩ませることができる。400年前には木魚達磨と戦った。その際の服装は武家の装束だった。
破軍使いであるゆらを消す為、大軍を率いて花開院本家を襲撃し、大きな損害を与えた。たまたまそこに居合わせた青田坊と交戦、善戦するが、清十字団の子供たちを羽衣狐の贄に捧げようとしたために青田坊の逆鱗に触れ、畏を解放した彼の一撃をまともに食らって敗北した。その後の生死・動向は不明。
狂骨（きょうこつ）
父娘で羽衣狐に仕えている。
狂骨（父）
声 - 一条和矢
400年前の京妖怪幹部。千年前より羽衣狐母子に仕えていた一人。顔の片側を包帯で隠した槍の使い手で、常にげらげらと笑っている。
大坂城では鴉天狗と交戦した。その後の消息は不明で、現代では登場していない。
狂骨（娘）
声 - 日笠陽子
京妖怪幹部。不気味な瞳を持つ幼い少女の妖怪。主君である羽衣狐を「お姉様」と呼び慕っている。
好奇心旺盛な性格は子供そのもので、京の町の美しさに感動を覚えてもいる。ただしその世界に人間は不要という考えを持ち、冷酷なまでに彼らを排除する。移動の際はがしゃどくろと共に行動することが多い。
無数の頭蓋骨が散らばる骸の世界へ、畏れた相手を引きずり込む。引きずり込まれた者は頭蓋骨に潜む蛇に目玉を喰われ、骸の仲間となる。羽衣狐曰く「父親よりも有能」らしい。
京都編では豪羅を殺害したり、弐條城に侵入したぬらりひょんを追い詰めたりと随所で活躍する。終盤の弐條城では氷麗と対決した。羽衣狐敗北後はその忠誠心から地獄へ行くことを拒み、乙女の遺体をリクオから受け取った後、京妖怪たちをまとめ上げ撤退した。京都が天海による清浄を受けた際には、京妖怪たちを率いて花開院家と共闘する。葵螺旋城では、晴明によって顔の半分を消し飛ばされるものの、後に半妖の里で復活する。
土蜘蛛（つちぐも）
声 - 小杉十郎太
京妖怪幹部。復活する鵺・安倍晴明と戦うことのみを目的として、羽衣狐に対する忠誠心も持たずに京妖怪に手を貸している。般若の面のような顔をした、四本腕（もともとは六本腕）の大男。他の妖怪とつるむことを嫌い、強い者との戦いだけを求めている戦闘狂。よく自分のサイズに合った、巨大な煙管を愛用しており、戦闘時でもそれを使う事がある。
もとは九十九夜行の妖怪の一人で、九十九夜行首領の弟だが、強敵を求め九州を出た。太古から存在する妖怪で、天災に喩えられることもある。空腹であるときは人・妖怪はおろか神仏ですら喰らい尽すと言われる「絶対に遭遇してはならない妖」。羽衣狐からは、彼が城にいれば400年前の敗北はあり得なかったと評される。400年前の秀元ですら、全てに厭きていた所を言い包め、戦うことなく封印するにとどめていた。「百鬼夜行の破壊」そのものが土蜘蛛の畏であり、根源となる大将を徹底的に狙い続けることで、百鬼の力を奪う。その巨体に似合わぬ敏捷性をもって、あらゆるものを薙ぎ倒す。身体を真っ二つにされても全く動じない驚異的な生命力を持つ。また口から吐き出す糸はかなりの強度を誇り、束ねれば彼自身の突進攻撃を容易く受け止められるほどになる。
400年前より相剋寺に封印されていた。解放された後、伏目稲荷神社に集まった奴良組を急襲し、その圧倒的な力を見せつけた。その後なぜか「壊れない」リクオに興味を持ち、人質として氷麗を相剋寺に連れ去った。その後、鬼纏を習得したリクオと再戦しその結果に満足して撤退、晴明が復活するまで待機していた。弐條城では晴明を封印しようとする竜二の策を妨害し、復活に貢献する。その後晴明を急襲するが、軽くあしらわれ、地獄へと叩き落された。
完全に地獄の底へは堕ちず、へりの方に引っかかって半年寝た後に弐條城から復活する。半分の3本になってしまった自分の腕を治すため、ゆらを勝手に道案内に選び阿蘇へと向かい、そこで水蛭子と対決する。雄呂血を圧倒するが、「五蘊皆球」を正面から受け、右半身を失い行動不能になる。その後、仰慕窟で水蛭子の襲撃を受けるが、大地の力を借りて九十九夜行を「五蘊皆球」から守りぬいた。温泉で肉体を完治させ、イタクと共に葵螺旋城に駆けつけた。
回転阿修羅腕（かいてんあしゅらかいな）
高速で回転して勢いを付け、相手を殴りつける。腕一本で式神・雄呂血を殴り飛ばすほどの威力。
がしゃどくろ
声 - 楠大典
京妖怪幹部。巨大な骸骨の妖怪。第四の封印「西方願寺」に封印されていた。
羽衣狐を異常に慕っている。頭の鈍い言動が目立つが、結界を易々と破ることが出来る強力な妖怪。羽衣狐を乗せて京を徘徊した。
鞍馬山の大天狗（くらまやまのおおてんぐ）
声 - 宝亀克寿
400年前の京妖怪幹部。鞍馬山に住む天狗。牛鬼とは旧知の仲。
現在は羽衣狐の配下ではない。彼によれば、元々彼のいたポジションに現代では鏖地蔵がおり、他の幹部たちの記憶が書き換えられているという。自分を追放した京妖怪に復讐しようとすることから牛鬼と利害が一致し、リクオの修行の監督を務めた。
凱郎太（がいろうた）
声 - 塾一久
400年前の京妖怪幹部。羅生門に千年棲まうという巨大な鬼。巨大な棍棒を振り回して攻撃する。
棍棒の風圧で敵を吹き飛ばす「雷錕棒・豪風（らいこんぼう・たけかぜ）」を使うも、ぬらりひょんに一刀両断された。

### その他
覚（サトリ）&鬼一口（おにひとくち）
声 - 保村真&山本兼平
サトリは人の心を読む妖怪。鬼一口は蔵に住まう巨体の妖怪で、首の皮一枚で繋がるほど上顎と下顎を大きく開け、あらゆるものをペロリと飲み込んでしまう。
平安時代から鵺の配下だったようである。400年前に珱姫の父親を殺し、彼女を大坂城に連れ去った。現代に登場した際は2人とも白髪になっている。
弐條城の門にてリクオたちの進行を阻む。サトリがリクオの動きを読み、攻撃をかわしつつ鬼一口に指示を出して戦うが、ゆらの祖父である二十七代目秀元を侮蔑したことで彼女の怒りを買い、心を読む暇も与えられないほどの猛攻を受け、最期は共にリクオに倒された。
牛力（ぎゅうりき）
声 - 長野伸二もしくは山本兼平
鬼童丸の部下の鬼。好戦的な性格の、スキンヘッドの男。屈強な体が武器で、岩をも素手で砕く。
牛力千力独楽（ぎゅうりきせんりきごま）
牛力の鬼憑。大きく体を捩じり、そこから生まれる回転力を利用して敵を攻撃する。しかし、リクオの鏡花水月の前に敗れた。
断鬼（だんき）
声 - 長野伸二もしくは山本兼平
鬼童丸の部下の鬼。チャラチャラした雰囲気の男。ナイフが武器。
白蔵主（はくぞうず）
声 - 伊藤健太郎
鞍馬山上空を守護する京の門番。僧衣を身に纏い、髑髏のような顔をした妖狐。武士道を弁えた潔い妖怪で、相手がいかなる者であろうと武人としての礼儀を欠かさない。俳句を詠むが、字余りばかりで達者ではない。
屋形船一艘を軽々と振り回す怪力を持つ。巨大な三又の槍「荼枳尼（だきに）」に畏を纏わせ、威圧感で敵の身動きを封じたところを一気に突き殺す。
リクオと一対一で戦うが、鏡花水月を使ったリクオに荼枳尼を破壊され、降伏を勧められる。羽衣狐への忠誠心から奴良組には加わらなかったが、リクオに伏目稲荷神社へ向かうよう教えた。羽衣狐敗北後は、彼女の依代を受け取った狂骨らと共に去った。
火間虫入道（ヘマムシにゅうどう）
声 - 熊谷正行
白蔵主の部下。全身に縞模様があり、自由自在に首を伸ばすことができる。
降伏した白蔵主に代わり、首を伸ばして宝船を締め付け破壊しようとするが、イタクの鎌でバラバラに切り裂かれた。
二十七面千手百足（にじゅうななめんせんじゅむかで）
声 - 保村真
第八の封印「伏目稲荷神社」を守護する京妖怪。千手観音のような姿をした、その名の通り無数の顔と腕を持つ妖怪。口からは百足が顔を覗かせる。
人間の子供の心に巣食い、その子供が持つ恐怖心が大きくなるのに比例して強くなる。媒体となった子供の恐怖心を取り除かなければ倒すことはできない。戦闘の際は、重軽石で畏を受け取ったものを自らの世界へと引きずり込み、無数の腕に矛や斧、短刀などを持ち、無数の鳥居を経由して相手を攻撃する。
迷宮に飲み込まれた淡島と交戦するが、二つの畏を使用する淡島に倒され、最期は竜二に封印された。
闇斬（あんざん）
声 - 長野伸二（クレジットの役名は「ガイコツ忍者」）
忍者装束をまとうガイコツ妖怪。主に諜報活動を行っている。ゆらの命を狙ったが、魔魅流によって滅せられた。
骸輪車暴走団（むくろわぐるまぼうそうだん）
声 - 櫻井トオル、山本兼平
大きな車輪を操る骸の集団。生き胆を集めて回っていたが、首無の弦術の前に全滅した。
こんにゃく坊主（こんにゃくぼうず）
第七の封印「柱離宮」にいた京都の古い妖怪。首無に惨殺された。
陰摩羅鬼（おんもらき）
茨木童子の部下。死霊の集合体。鳥のような格好をしていて、複数存在する。
羽衣狐に捧げる生き肝を集めるため、第六の封印「龍炎寺」にて修学旅行生に襲いかかるが、首無に全滅させられた。
ガイタロウ&ガイジロウ
声 - 塾一久
弐條城の東大手門門番を務める、二人組の鬼。共にリクオに一瞬で倒された。
ぬりかべ
400年前に登場した京妖怪。見えない壁として進路に立ちふさがる。ぬらりひょんに斬られた。
三途魚（さんずうお）
400年前に登場した京妖怪。人間の足に絡み付き、動けなくする。

## 奥州遠野一家
赤河童（あかがっぱ）
声 - 宮内敦士
奥州遠野一家総大将。奥州妖怪を統率する、巨大な顔の河童。ぬらりひょんとは古い付き合いで、かつて彼に勧誘されたが当時既に遠野の総大将の地位に就いていたので断った。総大将でなければ彼に付いて行きたかったらしい。
イタク
声 - 岸尾だいすけ
鎌鼬。バンダナを頭に巻いた青年。昼は小さいイタチの姿になってしまうが、こちらが本来の姿らしい。6本の鎌（名前はその取っ手に由来して、それぞれ布・木・竹・鉄・刀・フライパン）を使い、あらゆるものを薙ぎ払う。また、自分の意志で両腕に大鎌を備えたイタチの姿になることもできる。頑固で無愛想だが責任感は強く、根は仲間思い。遠野での仕事は木こり。
遠野におけるリクオの修行で、指導係に抜擢された。遠野の仲間以外の妖怪は基本的に信用しておらず、リクオに同行した6人の中で唯一、彼と張り合うことが多い。プライドも高く、奴良組に部下扱いされることへの不満から首無と一時険悪な仲だったが、京都編でリクオや首無の実力を次第に認めるようになった。
京都編の後から半年の間、奴良組本家に出向いてリクオの修行を手伝っていた。その後、百物語組の鎮圧に協力、恐山へも同行する。葵螺旋城には土蜘蛛と共にいち早く駆けつけ、鬼たちと戦った。
晴明戦後は、遠野一家の次期党首となる。
妖怪忍法 レラ・マキリ
イタクの鬼憑。鎖鎌に畏を纏わせて斬撃の威力を倍増させ、相手の畏を断つ。意味はアイヌ語で「風の小刀」。
妖怪忍法 レラ・マキリ・イワンペ
イタクの鬼憑。六本の鎖鎌全てに畏を纏わせ、相手の畏を断つ斬撃。通常のレラ・マキリより広範囲を攻撃できる。
淡島（あわしま）
声 - 柚木涼香
あまのじゃく。さばさばした性格の好青年。昼は男、夜は女になるが、リクオとは異なり夜でも基本的に男として振舞う。遠野での仕事は薪割り。常に植物の茎を咥えている。
鬼神の父と天女の母を持ち、戦闘においては鬼神の破壊力と天女の包容力、両極にある二つの畏を使いこなす。「淡島」の名は古事記にあるイザナギとイザナミの第二子に由来している。
戦乙女演武（いくさおとめえんぶ）
淡島の鬼發。乙女のごとく艶やかな舞で翻弄する。
完全なる母性 伊弉冉（イザナミ）
天女の鬼憑。優しい母のごとき抱擁で他人に発せられた畏を断ち切る。
完全なる父性 伊弉諾（イザナギ）
鬼神の鬼憑。恐ろしい鬼のごとき威圧感で畏を断ち切る。
雨造（あめぞう）
声 - 水島大宙
沼河童。遠野での仕事は風呂掃除。マイペースでお気楽な性格。遠野を出たことはないようだが、何かと外部のことに詳しい物知りで、「常州の弦殺師」首無のファン。一人称は「オイラー」。
トカゲのような風貌で、時折「ケケケ」という奇声を出す。
沼河童忍法　泥沼地獄（ぬまかっぱにんぽう　どろぬまじごく）
泥水で渦を作り出す。一度踏み入れるとなかなか抜け出せない。
冷麗（レイラ）
声 - 豊口めぐみ
雪女。ピンク髪のお団子頭。遠野での仕事は風呂沸かし。落ち着いた性格。敵に厳しく味方に優しい性格。
土蜘蛛襲来時、土蜘蛛に狙われ土彦にかばわれたが、自身の氷で防いだものの、攻撃を受けてしまう。
紫（ゆかり）
声 - 折笠富美子
座敷童子。可愛らしい童女だが毒舌。畏は「運を引き込む」ことで、遠野妖怪からは全幅の信頼を寄せられている。京都編では負傷した冷麗と土彦の側に付いていた。リクオたちが恐山に向かう際には同行し、イタクのサポートをする。
土彦（どひこ）
声 - 宮下栄治
猿の経立。ぶっきらぼうだが土蜘蛛に襲撃された冷麗をかばうなど仲間思いな性格。
なまはげ
声 - 真殿光昭
面のような巨大な顔を持つ妖怪。赤なまはげと青なまはげの二人組。奴良組本家からリクオをさらい、遠野へ連れて行った。
河童犬（かっぱいぬ）
頭に皿のある犬の妖怪。遠野に来たばかりのリクオを畏で転ばせたが、鏡花水月を身に付けたリクオには通用しなかった。
エムシ
声 - 三木眞一郎
DVD【奴良組事始】に登場。遠野一家が存在し続けるためには、強くあり続けなければいけないと考え、弱者を嫌う。
お信乃（おしの）
声 - 佐藤聡美
DVD【奴良組事始】に登場。遠野一家の加護を受けるお茶屋「あたご屋」の看板娘。獣耳が生えている。ぬらりひょんに食い逃げされてしまっていた。雪麗の友人でもあり、ぬらりひょんに惚れた様子の彼女を見てにやついていた。

## 江戸百物語組

### 組長
山ン本五郎左衛門（さんもと ごろうざえもん）
声 - 茶風林
百物語組組長。魔王と呼ばれる巨怪。
生前は江戸時代の人間で、異常な巨躯を持つ肥満体の男。材木問屋を営み、全てを手に入れた大富商として君臨し、「山ン本大尽」と呼ばれた。自ら創った「怪談」を広めることで、畏を「百鬼の茶釜」に集めることを愉しみとしていた外道。その釜から作られた茶を国の要人に飲ませて中毒にし世を支配しようと企み、さらに世の中の畏を自分への畏へ変えることで、生きながらに神仏になろうとしていた。野望達成を目前としたところで百物語の最中に鯉伴に追い詰められ、巨体が仇となって転落死する。しかし奴良組への激しい恨みから、今際の際に自身を百物語の百番目の妖怪として描き、「奴良組を滅ぼすまで決して滅びない妖怪」魔王・山ン本五郎左衛門に変貌した。またこの時、飛び散った彼の肉体から、圓潮・鏖地蔵ら多数のパーツ妖怪が生まれている。現代の鏖地蔵によると「山ン本は百に分かれている」とのこと。
魔王・山ン本五郎左衛門としての姿は、肉体は朽ち果て髑髏の頭を持ち、口からは内臓らしきものがはみ出している。なお、この妖怪に山ン本としての意識はなく、ただ畏を求めて徘徊する化物でしかなかった。人間としての山ン本は既に地獄に居り、その身体は妖怪となった部分が欠け落ちた異形の物となっている。本体が倒されても、自らを構成していた妖怪が残されていれば復活できるが、それには大量の畏が必要になるという。現代でも山ン本は相変わらず地獄に居り、現世では意識を宿している「脳」が奴良組に三ツ目八面として潜伏し、彼を通じて妖怪たちに指示を出している。
妖怪として目覚めた後は江戸の町に進攻し、多くの妖怪や人々を殺害し畏を奪った。鯉伴と黒田坊の共闘によって倒されたかに見えたが、彼の身体から分裂した妖怪たちは再び集結し、百物語組と名乗って暗躍するようになる。以後300年にわたり力を蓄え、復活と奴良組への復讐を企てていた。その後晴明と結託して鯉伴を殺害し、現世では三ツ目八面を介して玉章に「魔王の小槌」を与えて奴良組を襲わせ、さらに鏖地蔵を使って京妖怪を利用し、晴明を地獄から完全に復活させるなど、物語中の全ての事件の裏で暗躍していた。

### 幹部
現代における「東京鬼ごっこ」の時点では、圓潮によれば「口」「耳」「腕」「骨」「面の皮」「鼻」「脳」と呼ばれる七人の幹部がいる。その多くは山ン本の肉体から生まれた妖怪である。
圓潮（えんちょう）
百物語組幹部の一人「口」。山ン本の口から生まれた妖怪。真っ黒な瞳が特徴的な短髪の男。山ン本亡き後の百物語組のリーダー格。
柔和な笑顔と独特の語り口調で人を惹きこみ、自らの手中へと捕える言霊使い。普段は都内の寄席「青娃亭」を中心に噺家として活動しており、人間の弟子もいる。柳田が集めてきた怪談を語る役目を担い、数多くの都市伝説を生み出してきた。
山ン本の復活を前に、リクオら奴良組に対し宣戦布告を行う。「鬼ごっこ」と称する作戦で、百物語組の妖怪が東京中の人間を襲うことで、その恐怖心や憎悪を奴良組に向けさせ、その畏を全て奪い取ろうと企んだ。
しかし実際には彼は、「鵺の再誕を語る者となる」ために山ン本を始め百物語組を欺いて利用し、畏を集めさせていた。「鬼ごっこ」終盤に用済みとなった三ツ目八面に致命傷を負わせ、アジトに乗り込んできたリクオらに対し本性を見せる。その後復活した山ン本に吸収されかかるが、安倍有行に助けられる。左目をはじめ体半分を失うもののなんとか生き残り、彼とともに姿を消した。その後、御門院のもとに身を寄せ、失われた顔の左半分を目玉が描かれた布で隠している。御門院の敗北後、最後の山ン本としても噺家としてもリクオの今後を見ていこうと考えていたが、柳田に刺殺された。
柳田（やなぎだ）
百物語組幹部の一人「耳」。幹部の中では唯一、山ン本の体から生まれた妖怪ではないことが明示されている。キツネ目の青年で、左耳に山ン本の「鼻」である鈴を付けている。この「鼻」は、怪談や妖怪を匂いで追うことができる。語尾に「…哉（カナ）」と付ける。
江戸時代から山ン本の側近として仕えてきた妖怪。その忠義心は激しく、山ン本が倒された際は悲しみと黒田坊への憎しみから血の涙を流した。その忠誠心を圓潮に買われ、引き続き怪談を集める「耳」としての役割を与えられた。以降、山ン本の「鼻」としての機能を持つ耳飾りで怪談・都市伝説の類を探し出し、それらを聞き集める役割を担い、圓潮や鏡斎に提供している。圓潮のことを「師匠」と呼び付き従う。主人を裏切り、殺害した黒田坊のことを強く憎んでいる。
「鬼ごっこ」の終結後、「畏があれば山ン本は何度でも復活する」という確信を持ち、いずこかへと姿をくらました。その後、葵螺旋城の地下道で圓潮を後ろから刺殺し、山ン本復活のため怪談を集め続けることを誓う。
鏡斎（きょうさい）
百物語組幹部の一人「腕」。山ン本の腕から生まれた妖怪。髪を後ろで結った色黒の青年。「狂画師（きょうえし）」の異名を持つ。
人や妖怪が朽ち果てる様、殺し合う様といった地獄絵図を「芸術」と呼び、それを完成させることに陶酔する外道。少女を好む傾向がある。普段は寂れた小屋に一人で籠り、絵画を嗜んでいる。
怪談などの噂を画に描き、本物の妖怪を生みだす力を持つ。柳田が聞き、圓潮が語り、鏡斎が生むという関係である。描く媒体となったものをなんでも妖怪に変貌させることができ、その対象は人間も例外ではない。相手と直に戦闘を行うことはほぼ無く、作った妖怪たちをけしかけたり、筆を用いた妖術を操る間接的な戦闘を得意とする。
柳田がさらってきた鳥居をモデルに「地下鉄の幽霊少女」を生み出し、彼女を駅構内に監禁した。「鬼ごっこ」では、再会した鳥居を始め多くの少女や無機物を妖怪に変え、リクオを襲わせた。さらに九相図を用いてリクオの肉体を腐らせ消滅させようとするが、それでも向かってくるリクオの発する畏に呑まれて斬り伏せられ、自らの生んだ地獄絵図を眺めつつビルの屋上から転落していった。
九相図（くそうず）
人が死にゆく様を描いた九枚からなる画図。対象者の血を混ぜた墨で描くことで、その者を徐々に腐らせていく強力な呪術。全ての画が完成した時、相手は腐りきって畏もろとも消滅する。
雷電（らいでん）
百物語組幹部の一人「骨」。山ン本の骨から生まれた妖怪。筋骨隆々とした巨体の青年。二つ名は「檄鉄の雷電（げきてつ - ）」。
普段は快活な性格で、周りから声援を送られると調子に乗る。ただし本性は幹部中で最も好戦的であり、どんな相手も叩き潰し「爆ぜさせる」。人間に命令されることだけは大嫌いであり、容赦なく殺害している。物覚えは悪く、圓潮に教えてもらった作戦や自分の能力も覚えていなかった。
巨大なコンクリートを指で弾き飛ばす怪力と、物理攻撃をものともしない頑丈な骨の身体を持つ。巨大な木槌を持っているが、戦闘は基本的に素手で行う。
「鬼ごっこ」では、自らリクオらの前に姿を現す。幹部の一番手として1対1でリクオと戦い、始めは圧倒するものの、修行を積み新たな力を手に入れたリクオに斬られ、身体が粉々に爆ぜた。
龍の腕（りゅうのかいな）
片腕の骨をもう一方の腕に集中させて巨大化させ、蛇腹状にして攻撃する。足も同様に変化させることができる他、形状を変化させることも可能。
双龍の牙（そうりゅうのきば）
巨大化させた手足によって相手を挟み、圧し潰す技。
珠三郎（たまさぶろう）
百物語組幹部の一人「面の皮」。山ン本の面の皮から生まれた妖怪。中性的な顔立ちをしている。二つ名は「蠱惑の珠三郎（こわく - ）」。人を欺いて惑わし、その心をズタズタに引き裂くことを信条とする。人質をとったり部下を身代わりにするなど卑劣な性格の持ち主。
文字通り相手の面の皮を被り、擬態することが出来る。液状になった「面の皮」に相手の姿を複写し、それを被ることで擬態する。自分以外の妖怪にも被せて擬態させることが可能。また、自身の畏の中では絶対的な力を発揮する「領域型妖怪」でもある。畏を発動している際は歌舞伎役者のような姿をしていることから、「狂役者（きょうやくしゃ）」の異名も持つ。
「鬼ごっこ」では毛倡妓を襲って彼女になりすまし、本家に潜入して若菜に襲いかかるが、首無に阻まれる。その後「戯演舞」の舞台に首無と若菜を引きずり込んで圧倒するが、若菜の不意打ちを食らったことで畏が乱れ、その隙を首無に突かれて敗北した。奴良組本家の妖怪に捕らわれ、その後奴良組を襲ってきた山ン本に吸収される形で消滅した。
戯演舞（あじゃらえんぶ）
珠三郎の畏。歌舞伎の舞台を出現させ、正本の演目に沿った戦法をとり、絶対的な強さを発揮する。その鮮やかな演舞をもって相手を圧倒し、畏を奪う。ただし不意討ちなどにより、その流れを乱されると弱い。
三ツ目八面（みつめやづら）
百物語幹部の一人「脳」。奴良組系「三ツ目党」党主。
頭蓋骨の上半分から脳がはみ出したような顔をしている。山ン本自身の意識や感覚を宿している。身体の各部位の妖怪たちと指揮系統がリンクしており、妖怪が倒されると彼自身も痛みを伴う。江戸時代に倒された山ン本の骸の中から赤子の状態で発見された。
現世では三ツ目八面として奴良組に潜伏していたが、百物語組を動かす鍵として、圓潮に利用されていた。アジトにリクオらが乗り込んでくると同時に圓潮に裏切られ瀕死の重傷を負い、最期の力で茶釜に集められた畏を吸収し、魔王・山ン本五郎左衛門として復活を果たした。圓潮を始め百物語組の妖怪たちを吸収しながら奴良組本家を襲撃するが、最期は氷麗を鬼纏ったリクオにより一刀両断され倒れた。

### その他
鏖地蔵（みなごろしじぞう）
声 - 茶風林
山ン本の目玉（左目）から生まれた妖怪。長い頭の老人の妖怪で、額に巨大な一つ目があり、本来の両目は常に閉じられている。山ン本の復活を目論んで鵺と手を組み、現世を支配しようとしていた。
催眠能力を持つ目玉を使って心に闇を持つ人間に乗り移り、その身体を自在に操ることができる。また、粉々に吹き飛ばされても復活する再生能力も持つ。
京都では京妖怪たちの参謀として活動。一部の京妖怪の記憶を操作して、鞍馬山の大天狗が本来いるべき立場に立っていた。弐條城で夜雀から魔王の小槌を受け取り、晴明に手渡したが、直後にリクオの祢々切丸に貫かれ消滅した。
悪女野風（あくじょのかぜ）
山ン本の十二指腸から生まれた妖怪。二つ名は「悪食の野風（あくじき - ）」。
腐り果てた身体に無数の口を持ち、強烈な悪臭を放つ。無差別に人を襲い、食ってしまう。江戸時代の誕生直後は肉塊を思わせる異形の姿であったが、現代では眼鏡をかけ髪を後ろでまとめた、妙齢の女の姿に擬態している。自由自在に腕を伸ばし、身体中にある口で相手を捕食する。
件の予言に翻弄されてリクオを襲う人間たちを傍観していたが、いつまでも正体を現さないリクオに業を煮やし、人間たちに襲いかかる。偶然通りかかったカナもその標的にしそうになったことで、リクオを覚醒させる。そのリクオに襲いかかった野風は一撃で真っ二つにされてしまうが、「妖怪リクオを東京中の人間が敵と認識する」という百物語組の計略は達成されてしまった。
黒田坊の怪（くろたぼうのかい）
戦火に巻き込まれ、盗賊や野武士を怖れる子どもたちの思いが創りだした怪談。無数の武器で悪者を退治する。
夜雀（よすずめ）

### 怪談妖怪

#### 現代
切裂とおりゃんせの怪人
埼玉県川越のとある交差点で、逢魔が刻になると「とおりゃんせ」の歌が聞こえる。この歌は子どもにしか聞こえず、歌に誘われ交差点の向こうにある三好野神社に入った子どもたちは行方不明になるといわれる。
正体は全身に包帯を巻き、大正・昭和期の軍人のような服装をした大柄な妖怪。一人称は「小生」で、語尾に「…であり〼（マス）」と付ける。巨大なハサミを扱う。とおりゃんせの歌に誘われ細道のカゲに入った者を、自らの畏によって造られた世界に無条件で引き込み、畏れた者の顔を切り取って閉じ込める。切り取った無数の顔は、羽織ったマントの下に隠されている。
関東大猿会のシマ拡大を狙う猩影から相談を受けたリクオと戦う。猩影との鬼纏を使ったリクオに倒され、不敵な台詞を遺して消滅した。
***村伝説
ある地方に伝わる、地図から消された村の怪談。村の名前は非公開。
村そのものが妖怪という異例の存在。竜二によれば、人々が村の噂をする事でそれが畏となり、本物となった怪談。村に迷い込んだ人間を最初は手厚く迎えるが、その後隙をついて惨殺し、「祝祭」と称して村人総出で食ってしまう。本気を出すと、村人全員が固まって、一匹の妖怪へと変貌する。
10年前の西暦2000年ごろ、「陰惨な大量殺人により地図からも消されてしまった村」として流行した村系都市伝説。日本中のマニアやマスコミを巻き込んで大騒ぎになったが、しばらくして沈静化した。しかし、最近になってある動画投稿サイトに、***村を訪れた若者が次々と殺されるという謎の動画がアップされ再び話題を呼び、その存在を危惧した竜二とゆらが調査に向かった。竜二とゆら、さらに遊び半分で村を訪れた竜二の高校のクラスメイトたちをも襲おうとするが、竜二の策略とゆらの「金剛神将武曲」の前に敗れ、村は消滅した。
地下鉄の幽霊少女
東京都の地下鉄のある駅のコインロッカーに、生後間もない赤ん坊が捨てられた。その駅はすぐに廃駅になったが、捨てられた赤ん坊は誰にも発見されないまま、今もロッカーの中で成長し、幽霊となって出没するといわれる。
4時44分発の地下鉄浮世絵線の4号車に出没する少女の幽霊。鳥居をモデルに鏡斎が描いたものであるため、容姿は鳥居そのもの。少女に魅入られると廃駅に連れて行かれ、そこにある無数のロッカーから、44秒以内に幽霊の本体となった鳥居を見つけ出さなければならない。見つけることが出来なかった場合、その場で殺されてしまう。
巻を誘い込み殺そうとしたが、鳥居の呼びかけに応えて現れた黒田坊の無数の暗器により全てのロッカーの扉をこじ開けられ、消滅した。
件（くだん）
牛の胎内から生まれる、人の顔と牛の身体を持つ小柄な妖怪。生まれた直後に人の言葉で未来を予言して死に、その予言は決して外れないと言われる。
日本の滅亡を予言し、それを防ぐための手段としてリクオの暗殺を指示した。
滝夜叉姫（たきやしゃひめ）
鏡斎が鳥居を妖怪に変えたもの。モデルは平安期に存在し、父親の無念を晴らすため魔道に堕ちた大妖怪。般若の面のような顔を持ち、巨大な薙刀を操る。
鏡斎に操られるままにリクオに攻撃を仕掛けるが、リクオの刀によって妖怪としての肉体のみを斬られ、核となった鳥居は解放された。
青行燈（あおあんどん）
巨大な鎧武者の姿をした妖怪。百物語組の切り札にして、圓潮の紡ぐ怪談の最終章。
百鬼の茶釜に集められた、東京中の人間のリクオや奴良組に対する恐れや憎悪を原動力として動くマシーン。離れた相手にはビームで攻撃し、近づくものにはカウンターアタックを仕掛ける。また、口腔内に隠された茶釜を破壊しない限り、無限に再生し続ける身体を持つ。
百物語を完成させたという圓潮からの最期の手向けとして、リクオらに襲いかかる。リクオ、氷麗、イタクを相手に圧倒的な力を見せ付けるが、氷麗とイタクの連携で茶釜を破壊され、リクオによって頭部を真っ二つにされ倒れた。

#### 江戸時代
鬼夜鷹（おによたか）
夜更けに「柳通り」を歩いていると、鬼夜鷹に食われるという怪談。
江戸時代に山ン本によって創られた妖怪。普段は美しい女性の姿をしているが、髪の毛が鬼に変化し、標的の人間を襲って食らう。鯉伴によって倒された。
まんば百足（まんばむかで）
噛まれると即死する猛毒を持つ百足の怪談。「まんば」とは「亡者」を意味する。
江戸時代に山ン本によって創られた、全身が何匹もの巨大な百足で構成された妖怪。手足の百足を伸ばして人間を毒殺し、その死骸に卵を生み付けることもある。山吹乙女と清衛門を襲うが、間一髪のところで鯉伴によって斬られた。
刺客の怪（しかくのかい）
黒田坊をもとに、百物語で大量に複製された妖怪。黒装束をまとい、集団戦法を行う。
鯉伴を襲い傷を負わせ、切り取った髷を献上し彼を殺したと山ン本に報告した。
足取り坊主（あしとりぼうず）
山ン本が無数に生んだ怪談の一つ。足にしがみつく。
顔喰い（かおくい）
山ン本が無数に生んだ怪談の一つ。詳細不明。
大櫓威の怪（おおろいのかい）
一つ目の巨人。山ン本邸に無理やり体を突っ込んできたが、鯉伴に一刀両断された。

## その他の妖怪
牛鬼（ぎゅうき）（過去）
かつて捩眼山を支配していた巨大な妖怪。手下に命じては、山にやって来た人間を攫って喰らっていた。
梅若丸の母親を喰い殺し、さらに梅若丸をも喰おうとしたが、母を殺された恨みで魔道に墜ち妖怪となった彼に喉笛を突き破られ、死亡した。
雲外鏡（うんがいきょう）
声 - 岩田光央
「紫の鏡」の都市伝説で有名な妖怪。紫色の鏡を見た人間を、13歳の誕生日に鏡の世界に閉じ込め、殺す。
13歳になったカナを鏡の世界に閉じ込めたが、リクオに鏡を割られて倒された。
にせ青田坊&にせ黒田坊
声 - 鳥海浩輔（にせ青田坊）&安元洋貴（にせ黒田坊）
青田坊・黒田坊を騙って豪遊した妖怪。竜二と魔魅流に倒された。
あんた&よめっこ
正式名称は不明。「あんた」は鳥のような顔をした妖怪。「よめっこ」は「あんた」の嫁で、顔に包帯を巻いた少女。連携して罠を仕掛け、通りすがりの者の目玉を喰らう。
五十目五十口（いそめいそぐち）
百々目鬼と首かじりの子。野州（栃木）の妖怪。その名の通り全身に目と口が50ずつある。
江戸時代に女性に化けて一ツ目入道を脅かし、鯉伴を喰らおうとしたが、ぬらりひょんに叩きのめされた。
酒呑童子（しゅてんどうじ）
京都の鬼たちの大将。鬼童丸の実の父にして、茨木童子の義父。平安時代、鬼たちを率いて暴れまわったが、鵺に殺された。
瀬戸大将（せとたいしょう）
つくも神の集合体。からくり人形のつくも神に操られ、荒鷲組のシマの骨董市で暴れまわった。
文車妖妃（ふぐるまようひ）
全国を巡回し妖怪の歴史を紡ぐ、妖怪界の書記係。わずかな情報でもその者を捉え文と絵にする能力を持ち、武勇伝を有料で本にしている。
第2期口伝の書を書くため赤河童に遠野まで呼ばれており、リクオ達に御門院家の情報を与えた。その後、奴良組本家で行われた集会で清浄についての説明を行った。
方相氏（ほうそうし）
瀬戸悪鬼組若頭。共闘を呼び掛けるリクオを嘲笑ったが、岡山妖怪が壊滅したことを受けて協力を申し出る。
後にリクオの快気祝いにも参加した。
カワエロ
天下布武組の妖怪。共闘を呼び掛けるリクオに対して、ぬらりひょんを出せと迫った。
獺祭（だっさい）
酒呑愚連隊若頭。川獺の妖怪。リクオに賛同し、九州の清浄討伐に向かう。
常に持っている甕の酒を飲んでいる。酔っ払っている間は酔拳のように敵の攻撃を回避したり、口から火を吹くことができる。九州では有弘を降し、葵螺旋城では有行と戦う玉章の窮地を救った。
祭り好きでリクオの快気祝いにも参加している。
百目（ひゃくめ）
東海道五十三鬼夜行の妖怪。目で見たものを他の目を通して見ることができるため、情報の共有に役立つ。
手負い蛇（ておいへび）
中部陰刻組若頭。
八咫烏（やたがらす）、高須の化け猫（たかすのばけねこ）
所属不明。
絡新婦（じょろうぐも）
岡山の妖怪。目隠しをし、背中から無数の蜘蛛の足が生えた女の妖怪。
心結心結に操られ自身の子を殺めたことで錯乱した。奴良組と親交があったが、彼女一人を残して岡山妖怪は全滅してしまう。
黒塚（くろづか）
暗闇で死体を貪る鬼婆。京に棲み、幕末に沖田総司に取り憑いて慶長の封印の一部を解く。総司の体を蝕み自分の欲望を満たそうとしたため、鯉伴に斬られる。
赤舌（あかした）
大妖怪。首だけとなっているが、本物の呪いの品で持ち主に悲劇をもたらしていた。
闇の質屋（やみのしちや）
呪いの品々の売買や人材の斡旋をする半妖。「闇の狩人」とのつながりがあり、人間にも被害を出したため竜二に目をつけられる。呪いの商品の一つ「闇煙草」で竜二を焼き殺そうとしたが狂言を喰らい敗れる。
管狐（くだぎつね）
ぬらりひょんの孫外伝の「花開院夜話〜眼球蒐集鬼」で登場。竜二でさえ気が付かないほど妖力の弱い狐の妖怪。
かつて住処の山で見た幼少期の竜二に憧れ恋心を抱くも次第に歪んだものとなり、竜二に「自分」を見てもらう為、数年後の現代で女性たちの眼球を抉り取る事件を起こしていた。
本編では自分の起こした事件を餌に依頼主として人間の少女に化け、竜二に接触し捕らえようとするも失敗。最期は竜二と同じ人間に生まれなかった事を嘆きながら炎に包まれ消滅した。

## 花開院家

### 過去の陰陽師
蘆屋 道満（あしや どうまん）
声 - 高岡瓶々
花開院家の祖である陰陽師。平安時代、安倍晴明と好敵手関係にあった。
花開院 秀元（けいかいん ひでもと）（十三代目）
声 - 緑川光
花開院家十三代目当主。異能の陰陽師と言われた天才で、兄の是光を差し置いて当主になった。
才能、実力ともに高いが性格は飄々として子供っぽく、一人称も「ボク」。ゆら同様に京都弁をしゃべる。陰陽師だが妖怪への態度は馴れ馴れしいほどに好意的で、ぬらりひょんに興味を持ち、既に顔馴染みで酒を飲み交わす程の仲となっていた。妖刀・祢々切丸や京の「らせんの封印」を作った本人。なお、彼自身は羽衣狐の呪いを受けていないため長命だった。
現代では「破軍」で召喚された先神（花開院家の歴代当主達）の一人として登場。他の先神とは異なり、ほぼ生身の姿で登場した（竜二は霊力が高いためではないかと推測した）。花開院家や奴良組に助言し、普段の飄々とした態度とはうって変わった優秀な指揮能力を垣間見せる。
式紙（しきかみ）
声 - 高森奈津美
童子の姿をした2体の式神。小さく紙のようにペラペラしているが使用用途は多く、手を鳥の羽のように変えれば、背に乗って空を移動する事も可能。よく是光の事をからかっていた。
牛車の式神
秀元が移動用に使う式神。現代でもゆらを介して使っている。「消えろ」と言うと一瞬で消え去る。
破軍（はぐん）
ゆらが使うものと同様の陰陽術。相当な才能が無ければ使いこなすことは不可能。羽衣狐戦では彼女の動きを封じ、ぬらりひょんを援護した。
立体模型の式神
現代で登場した、八つの封印場所を立体地図にした式神。京都のほぼ全域の地図が含まれている。
花開院 是光（けいかいん これみつ）
声 - 保村真
400年前の花開院家の陰陽師。秀元の兄。剃髪をしている。
28年も修行をしたが、弟の秀元には及ばず、当主の座にはつけなかった。秀元の才能は認めているものの、奔放な彼の性格には手を焼いている。珱姫の護衛を務めており、護身用にと祢々切丸を授けた。真面目な性格で、周囲で起きた出来事をまめに文書に記しており、子孫には「ぬらりひょんが来ても飯を食わせるな」という意味の言葉を文書に遺した。

### 現代の陰陽師

#### 本家
花開院 ゆら（けいかいん　ゆら）
声 - 前田愛
花開院本家の陰陽師の少女。本作のヒロインの一人。1995年5月19日生まれ。当主候補であるが現在は修行中の身であり、修行の為リクオのクラスに転校してきた。
当初リクオ達に対しては敬語だったが、仲良くなってからは京言葉を使っている。おっとりとした性格だが、感情の起伏が激しい面もある。一人暮らしをしており貧乏で、レシートと札を間違えることも。TKG（玉子かけご飯）をこよなく愛しており、よく食べている。
陰陽師としてのプライドが高く、悪い妖怪は全て滅するという信念を持つ。花開院家の陰陽師の中でも特に並外れた精神力の持ち主で、式神を使役し妖怪を滅する能力についてはぬらりひょんも驚愕する才能の持ち主。一度に複数の式神を使役できるなど、修行中の身でも陰陽師としては優秀な方らしいが、肝心要の所で失敗をすることがあり、雲外鏡や玉章相手にも歯が立たなかった。
生徒会長選挙以来リクオを怪しんでいたが、京都から兄の竜二らが来た事により、遂にリクオの正体を知る。その件にて夜のリクオの行動などを理解した。氷麗とは妖怪であると分かってからは反駁しているが、リクオ同様退治しようとは考えていないようで、共闘した事もある。清継からは清十字怪奇探偵団一の専門家（特別軍事顧問）として信頼されているが、その活動には乗り気ではない。京都編の後は、京都の中学校へ一時転校中である。
清浄が始まる直前、復活した土蜘蛛に攫われ、無理やり道案内をさせられる。二度にわたり水蛭子と交戦し、土蜘蛛やリクオを援護する。
清浄後は28代目当主に就任した。
貪狼（たんろう）
ニホンオオカミの姿をした式神。牙と爪が武器で、妖怪を喰い殺す。尻の左側に名が刻まれている。背に主であるゆらを乗せて行動する事もある。
巨門（きょもん）
巨大なナウマンゾウの姿をした式神。妖怪を踏み潰す。腹に名が刻まれている。
禄存（ろくそん）
オオツノシカの姿をした式神。角で攻撃し、脚力も抜群。頬の左側に名が刻まれている。
廉貞（れんてい）
金魚の姿をした式神。単独では使用せず、「式神改造・人式一体」によりゆらの左腕に一体化し、花開院流陰陽術「黄泉送葬水包銃（よみおくり・ゆらMAX）」を放つ。
武曲（ぶきょく）
声 - 古澤徹
落ち武者の姿をした式神。兜から垂れ下っている布が顔を隠しており、その素顔は骸骨。名もその布に刻まれている。人語を話し、槍で戦う。ゆらに忠誠を誓っており、戦闘中にゆらの身を案じる事もある。
破軍（はぐん）
花開院陰陽術秘儀で、花開院家の中でも「破軍」を扱える者は別格とされているほど。先神（花開院家の歴代当主たち）を呼び出し、その霊力を借り極限にまで術者の"才"を増幅させる。
ゆらは未熟だったため、捩眼山で馬頭丸に襲撃された際には使わなかったが、羽衣狐の軍勢に対峙した際に発動し、先神の一人として登場した秀元（十三代目）から使いこなす術を教わった。
「式神融合」金剛神将武曲（しきがみゆうごう こんごうしんしょうぶきょく）
破軍で13人の先神を召喚し、武曲を強化する。強化された武曲は巨大化し、大きな斧を振るう。
「式神融合」黄泉送葬水包銃・改 神獣奉弓（しきがみゆうごう よみおくりゆらMAX・かい かみアロー）
破軍で呼び出した13人の先神と融合し、禄存が変形した弓から廉貞が変化した強力な矢を撃ち放つ。発動の際、ゆら自身は長髪の巫女姿に変化する。
その他技系の札
爆発する術が施されている「爆」、自身の周囲に張り巡らせ攻撃から身を守る「守」「護」等がある。ゆらが使用する札は人型のものが多く、それを蛙形の財布の中に入れている。この財布のデザインは奇怪だが、魔除けが施されている為に代えることは出来ないらしい。
なお、貪狼・巨門・禄存・廉貞・武曲・破軍は北斗七星を構成する星の中国名である。
花開院 竜二（けいかいん りゅうじ）
声 - 小西克幸
花開院本家の陰陽師で、ゆらの実兄。高校3年生の男子生徒。1991年10月24日生まれ。
ゆらと同様に「久しぶりに本家から才ある者が出た」と高く評価される実力者で、周囲からは秋房と共に当主候補と目されていた。知識、経験共に誰よりも優れているとされるが本人は15歳で限界を知ったらしく、「自分の才能はゆらや魔魅流には及ばない」と語っている。発想、アイディア、知識量によって左右される結界に興味を持ち、幼いころは天海に憧れていた。
陰陽師を「白（正義）」、妖怪を完全な「黒（悪）」とみなし、妖怪を徹底的に滅するという思想に傾倒している。また、リクオや秋房といった中立的な「灰色」の存在もあまり快く思っていない。刃向かうものは妹ですら容赦しない冷徹さを持つ（リクオには「悪人面」と評されている）。ゆらをよく騙したりからかったりしており、彼女には邪険に扱われる事が多い。しかし仲が悪いわけではなく、ゆらの才能を認めており、兄として彼女のサポートを行うこともある。ゆらとは違い標準語で喋る。背が低いことを気にしていて、話題に出した者は酷い目に遭わせる（ゆら談）。
竹筒に入れた液体の式神を操る。嘘と真実を織り交ぜた巧みな話術で言霊を操り、敵を惑わせる戦法を得意とする策士。
「***村」の一件以降、都市伝説の発信源が東京であることを突き止め、百物語組との抗争で奴良組に協力する。その後もリクオ達に同行し、遠野・恐山へと向かう。清浄で天海と交戦し敗北するも、東京で葵螺旋城の謎を解きリベンジを果たす。
ゆらが28代目となってからは摂政として彼女を補佐している。現在は、呪いの商品を生み出す「闇の狩人」達を追っている。
言言（げんげん）/餓狼（がろう）
声 - 安元洋貴
液体の式神。敵の体内に侵入し、体液を暴走させる。「餓狼」は攻撃時の名称及び形態で、巨大な狼の頭が襲いかかる。戦闘において最もよく使われる式神。
仰言（ぎょうげん）
水よりも純度が高く、あらゆるものを溶かす「金生水」でできた式神。以下は仰言を使った技。
金生水の花（こんじょうすいのはな）
花の形の金生水を相手にぶつける。仰言を使った戦闘方法は、基本的にはこの技が多い。
金生水の陣（こんじょうすいのじん）
金生水で相手を取り囲み攻撃する。大技であり、準備に3分の時間を要する。
金生水の流星（こんじょうすいのりゅうせい）
攻撃された際の出血や涙と見せかけて仰言をばら撒き、飛沫にして襲いかからせる。
狂言（きょうげん）
猛毒の水で作られた式神で、人間の姿に化けて敵を惑わせる。毒を受けると、1分以内に竜二の持つ解毒剤を投与しなければ死に至る。分身の質量分だけ多くの水が必要となるため、最後の決め技としてよく用いられる。
水龍（すいりゅう）
水で作られた龍の式神。自身の限界を超えた技で、使用するとき髪が変色する。この式神を利用して葵城の堀の水をすべて地下水脈に移し替えた。
花開院 秀元（けいかいん ひでもと）（二十七代目）
声 - 秋元羊介
花開院家二十七代目当主。現当主であり、竜二・ゆらの祖父。十三代目当主と同名。
しょうけらとその一軍に本家を襲撃された際、花開院家の精鋭と共に戦うが、敵わず倒された。しょうけらが倒され、他の妖怪たちが撤退した後、ゆらに花開院家の未来を託して逝った。
花開院陰陽術・呪葬の鎖（けいかいんおんみょうじゅつ・じゅそうのくさり）
実体化させた呪文の文字で敵を縛る。

#### 分家
分家から本家に養子入りした陰陽師たち。
花開院 魔魅流（けいかいん まみる）
声 - 野島健児
破軍使いの守護を使命とする花開院分家の陰陽師。最近本家に養子入りした。竜二と行動を共にし、従順に従っている。高校生の少年。
ゆらとは幼馴染だが、現在はまるで別人であり、ロボットのように感情を表さない。ゆらを護るために禁忌を犯し、体内に内蔵式神「雷獣」を宿したことで現在のように変貌した。妖怪を絶対悪とみなし、容赦ない攻撃を繰り出す。陰陽術の才能はゆら以上らしく、雷獣から得られる雷の力を操る。水を操る竜二と連携攻撃を行う事もある。
禁術を施す前は現在とは別人のような表情豊かで温厚な好青年であり、ゆらが東京へ上京する直前に見送っていた。
花開院 秋房（けいかいん あきふさ）
声 - 森久保祥太郎
妖刀制作の名門である花開院分家「八十流」の次男。第一の封印「弐條城」の守護者。
3歳で妖刀を製作するなど幼い頃から才能を見せ、次期当主になると自他共に疑わなかったが、破軍を使うゆらに対抗心を抱いていた。「不敗の槍」と呼ばれる妖槍「騎億（きおく）」を操る。自らの陰陽術に対し絶対的な信念を持つが、本来は穏やかな性格である。
鹿金寺で破戸・雅次と共に羽衣狐と対峙するが、ゆらに対するコンプレックスを鏖地蔵につけ込まれて憑依されてしまった。京妖怪と共に相剋寺を襲撃するが、竜二の狂言を浴びて倒れ、ゆらにより鏖地蔵から解放された。その後、本家にてしょうけらと交戦し追い詰められるが、青田坊に助けられ、彼と共闘して京妖怪を退けた。
京都での戦いが終わった後、リクオから、砕かれてしまった祢々切丸以上の刀を作って欲しいと頼まれる。その後、恐山の最も畏の強い場所で刀を鍛え上げていた。その間、泰世の協力を受けていたが、リクオ達が山に入ってきたことで彼に襲われる。しかし、駆けつけてきたリクオに鍛えなおした祢々切丸を託し、それを退けた。晴明戦では天文操作から人々を守るため4振りの結界剣を使用した。
憑鬼槍（ひょうきそう）
式神を武器や体内に取り入れる秘術「八十流憑鬼術」により、「騎億」と自身が一体化した妖怪そのものへと姿を変貌させる。攻撃力が飛躍的に向上するが、術者への精神的負担が大きく、不安定な人の心を捨てる必要があるため、禁術に分類される。このため竜二からは「灰色の陰陽師」と評されていた。
花開院 破戸（けいかいん ぱと）
声 - 真田アサミ
花開院分家「愛華流」の陰陽師。第二の封印「相剋寺」の守護者。自らが創り出した式神を操り、「創造式神使い」とあだ名される。小柄で自由気ままな性格。常に浮いているが、仕組みは不明。
鹿金寺で秋房、雅次と共に羽衣狐と対峙し、強毛裸丸を使役して羽衣狐を拘束するが、一瞬で破られてしまう。その後京妖怪に捕らわれ、秋房が相剋寺を襲撃した際は、雅次と共に人質として連れてこられた。襲撃事件が終結した際、本家の人間によって救助された。
強毛裸丸（ゴモラマル）
声 - 宮下栄治
破戸の操る式神。一つ目の巨人。怪力を武器とする他、体の一部を破壊した相手に対して呪詛を発動し、その相手を拘束できる。
花開院 雅次（けいかいん まさつぐ）
声 - 野島裕史
結界術を得意とする花開院分家「福寿流」の陰陽師。第三の封印「鹿金寺」の守護者。眼鏡をかけており、冷静な性格。結界術の達人。
鹿金寺で秋房、破戸と共に羽衣狐と対峙し、金屏風を使って羽衣狐を他の妖怪から隔離するが、がしゃどくろによって破られてしまった。
洛中洛外全方位金屏風（らくちゅうらくがいぜんほういきんびょうぶ）
花開院福寿流結界術。雅次の最強の結界。空まで届き、全方位を囲む、金色に輝く結界。
花開院 布（けいかいん ひさ）
花開院分家の陰陽師。第四の封印「西方願寺」の守護者。顔を布で覆っており、素顔が見えない。京妖怪に倒された（生死不明）。
花開院 灰吾（けいかいん はいご）
声 - 稲田徹
花開院分家「井戸呂流」の陰陽師。第五の封印「清永寺」の守護者。12月23日生まれ。43歳で、当主になるために長年研究を重ねてきた。
結界を狙う京妖怪に対し、「“陽力”投与即神剤（ようりきとうよそくしんざい）」を飲んで陽の力を直接身体に取り込み、肉体を異常に強化して戦おうとするが、羽衣狐に瞬殺された。
花開院 豪羅（けいかいん ごうら）
声 - 大羽武士
花開院分家の陰陽師。第六の封印「龍炎寺」の守護者。色黒の大男。式神「弁慶の薙刀」を使う。
狂骨（娘）と戦うが、彼女の畏に呑まれ殺された。
花開院 是人（けいかいん これと）
花開院分家の陰陽師。第七の封印「柱離宮」の守護者。京妖怪に殺された。
花開院 秀爾（けいかいん しゅうじ）
花開院分家の陰陽師。第八の封印「伏目稲荷神社」の守護者。京妖怪に殺された。

## 御門院家

### 歴代当主

#### 白装・安倍姓
安倍 晴明（あべ の せいめい）
声 - 小山力也、竹内順子（胎児）
初代当主。御門院家の始祖。鵺（ぬえ）と呼ばれる羽衣狐の「やや子」。鵺の出産は、羽衣狐を始めとして、京妖怪の悲願とされている。
千年前の京の闇を支配した陰陽師。京の都で蘆屋道満と互角と評される程の名高い陰陽師だったが、その裏では平安京の妖怪を統べる主として、人と妖の共存を目指していた。京の「光と闇の共存」という秩序を永遠に保つため、死という運命から逃れるべく反魂の術の完成を目指していた。そのために母である羽衣狐（信田の狐）の胎内に還り転生するという方法を導き出すが、その矢先に母を人間に殺された。このために、人への怒りと憎しみから「闇が光の上に立つ世界」へと傾倒していき、いつしか「鵺」と呼ばれるようになる。自身の復活のため羽衣狐に術を施したうえで、彼女の死から40年後に死亡した。
死後も地獄で自らの復活を画策し続けるも、最大の機とされた400年前でさえ、花開院秀元とぬらりひょんに阻止され、以後も奴良組に復活を阻止されてきた。数年前、羽衣狐出産の障害となる鯉伴を抹殺するため、山ン本五郎左衛門と手を組む。反魂の術で山吹乙女を蘇らせ、彼女を羽衣狐の依代としてあてがった。
力を蓄えた羽衣狐の手により、現代に復活した。出産当初は真っ黒で巨大な胎児の姿をしていた。羽衣狐の敗北と共に完全に復活、母を地獄へと葬り、自ら現世を闇で支配することを誓った。土蜘蛛を軽くあしらい、魔王の小槌の一振りで京の町の一角を吹き飛ばし、リクオの祢々切丸を造作もなく破壊する圧倒的な強さを見せつけるが、自身の肉体がまだ現世に適応していなかったため、地獄へと一時撤退した。祢々切丸によって負わされた傷のため、復活が遅れている。
清浄後、地獄から鬼の眷属を従え葵螺旋城に降り立つ。母親である羽衣狐と再会するも考え方の違いから対立。最後は、羽衣狐を鬼纏ったリクオの一撃を受けて死亡した。
反魂の術（はんごんのじゅつ）
死者を蘇らせる禁術。晴明の究極の目標だが、千年前の時点では時間が経てばまた死亡してしまう不完全なものだった。晴明は「千年を生きる母親の胎内に戻り、何度でも転生する」ことで、完全なる自身の反魂を成し遂げようと考えた。
泰山府君祭（たいざんふくんさい）
反魂の術と並行して研究していた、人を延命させる術。御門院の歴代当主は、この術の力で現代まで生き続けている。
天文操作（てんもんそうさ）
天に顕れる紋様を操る術。局地的な重力変動を起こし、数刻浴び続けるだけで人間世界がつぶれてしまうほどの禍々しい術。
永劫輪廻（えいごうりんね）
無数の円状の手を内包した破壊球を繰り出し、球体が通る直線状に存在する物体を無に帰し削り取る。
安倍 吉平（あべ の よしひら）
二代目当主。安倍晴明の実子。在位期間は晴明の死後-1184年。
千年もの間、御門院家を纏めてきた男。陰陽術の基本であり最終目標たる「天候制御」の術を操る。羽衣狐の血を4分の1引いており、リクオと同じ妖怪と人間のクォーターであるため、多尾の狐のような姿に妖怪変化できる。
人でも妖でもない自分の血を呪い、清浄を果たすことを運命として受け入れ、父の作る世を見届けることを目的として生きていた。最後の離宮でリクオと戦い敗北、人と妖との架け橋となるという言葉を父にも伝えるようリクオに頼んだ。
安倍 雄呂血（あべ の おろち）
三代目当主。在位期間は1185年-1333年。
ローブをまとった長身の女性。この世で最も偉大な式神使いを自称し、強力な式神を何体も同時に操ることができる。
清浄では「雄呂血」を操り、黒装御門院の者たちを援護する。その際2体を失ったため、鬼の眷属と共に奴良組本家を襲撃するが、ぬらりひょんに切り札の悪樓をも倒されて敗北する。
雄呂血（おろち）
空を覆い尽くすほど巨大な蛇の式神。複数体存在し、それらを同時に使役する。
古代大魚 悪樓（こだいたいぎょ あくる）
雄呂血自身の体内から生み出される伝説の怪魚を操る奥義。
安倍 有行（あべ の ありゆき）
四代目当主。在位期間は1334年-1392年。
小柄な少年。常に笑みを浮かべており、捕え所の無い性格をしている。南北朝時代の当主で、2つの都を守るため鏡を使って同時に式を飛ばせるよう「暗闇鏡」を編み出した。幼い姿は、若くして当主になった才能の証である。
百物語組の「鬼ごっこ」の黒幕で、圓潮が竜二に追いつめられた際に駆け付け、彼の窮地を救っている。落語が好きで、その縁で圓潮と知り合い、夜雀を百物語組に貸し与えていた。
葵螺旋城では、玉章と対峙。暗闇鏡の中に彼を連れ込んで追い詰めるが、本性を現した玉章に押されはじめ、晴明が死んだことでその役目を終え肉体が崩壊して死亡した。
夜雀（よすずめ）
顔と頭に狐文字が書かれた布を巻いた女の鳥妖怪。寡黙で、口を開くことはほとんどない。武器は薙刀。山ン本の命令で、密偵として四国八十八鬼夜行、京妖怪らの下で暗躍したが、その正体は安倍有行の直属式神。
四国八十八鬼夜行では、玉章の側近的な存在として振舞い、百鬼夜行大戦でリクオと氷麗の光を奪ったが、左目を凍らせて羽根を防いでいた氷麗に氷漬けにされた。戦いの後、魔王の小槌を持って消え去り、三ツ目八面を装っていた山ン本へ魔王の小槌を渡した。
京都では鏖地蔵の下に仕え、弐條城に乗り込んできたぬらりひょんと鴉天狗を襲った。百物語組の抗争でも安倍有行に付いて姿を現し、葵螺旋城では玉章と対峙する。
幻夜行（げんやこう）
背中の翼から放たれる黒い毒の羽根を相手の目に刺すことによって光を奪い、完全なる闇を作り出す。

#### 黒装・御門院
御門院 泰長
五代目当主。安倍有行の息子。在位期間は1393年-1477年。
晴明のためだけに存在する一族の方針に疑問を抱き、それまでの「安倍」姓から「御門院」姓へと一族の姓を変える。朝廷の一機関という陰陽寮の本来の役目に戻ろうとしたが、父親を始めとする一族の心を変えることはできず、失意のうちに一族を去る。隠棲した地に「半妖の里」を造る。
本編では一切登場せず、単行本25巻に収録されたネームダイジェストと番外編において、有行と羽衣狐がその存在に言及しており、同巻カバー表紙の巻末部分に詳細が書かれている。
御門院 心結心結（ごかどいん ゆいゆい）
六代目当主。在位期間は1477年-1568年。
ゴスロリ風の格好をした女性。吸引器をつけた熊のぬいぐるみを形代として使い、相手を傀儡のように操る能力を持つ。
清浄では山陰地方を担当。同士討ちで岡山妖怪を壊滅させたほか、玉章に敗れた長親をも操り彼の命を狙った。葵螺旋城では初めにリクオ達を迎え撃つ。奴良組の面々や九十九夜行を手玉に取り戦いを優位に進めるが、駆けつけた首無に圧倒され、さらに青田坊と黒田坊の加勢もあって敗北した。
御門院 天海（ごかどいん てんかい）
七代目当主。在位期間は1569年-1643年。
宇宙服のような不気味なマスクを付け、頭には異常に縁の広い笠をかぶっている。一人称は「僕（やっこ）」。「カカカカ」と笑う。かつて「天海僧正」として徳川幕府を裏から支配していたという。才能ではなく努力の末に当主となった陰陽師であり、花開院竜二が理想の陰陽師として憧れるほどの実力者だった。しかし老いてから当主となった（呪術「泰山府君祭」の習得が遅かった）為に、醜くゆがんだ自分の素顔を嫌っており、顔を見た者は敵味方関係なく皆殺しにする。
結界術を得意とし、螺旋状の結界陣を張って入り込んだ者の自由を奪う。その範囲は日本全国に及ぶほど広大。鏖地蔵によれば、江戸幕府三百年の太平は、天海が施した「らせんの封印」（秀元のものと同型）によるものだという。罠にかけたり騙し討ちをしたりと卑怯な手段で敵に襲いかかる。
京都を襲撃し、京妖怪や竜二らを相手にその力を見せ付けるが、羽衣狐に返り討ちにされ撤退した。後に葵城に乗り込んできた竜二らと直接対峙。ゆらの神獣奉弓によりマスクを割られ素顔を見られたことで、敵味方関係なく皆殺しにしようとするが、竜二の式神・水龍により葵螺旋城の結界を破られ、自身もそれに呑まれて死亡した。
螺旋蟲（らせんちゅう）
巨大なカタツムリのような式神。螺旋状に這い回り、残された粘液で結界陣を作り出す。さらにその粘液を使い、自身の分身を作り出すことも可能。
螺旋蟯虫粘液（らせんぎょうちゅうねんえき）
粘液を螺旋状に放ち、敵に浴びせる。
毒蜷局（どくとぐろ）
壺に入れられた無数の毒蛇・毒虫の式神が相手に襲いかかる。
避雷の陣（ひらいのじん）
雷系の陰陽術を吸収し、術者に返す陣を敷く。
御門院 泰忠（ごかどいん やすただ）
八代目当主。在位期間は1644年-1852年。
モアイ像のような非常に大きい顔を持つ男。在位期間は歴代当主の中で最も長い（江戸時代全期）。方角の禁忌を利用した領域型の術「方違」を操り、妖怪を滅する能力を持つ。
清浄では中部地方を担当。青田坊、黒田坊を相手に善戦するが、敗れたようである。
御門院 水蛭子（ごかどいん ひるこ）
九代目当主。在位期間は1853年-1867年。
ドレッドヘアを後ろで束ねた少年。性格は短気かつ好戦的。壮絶な修行の結果、右腕が「水」、左腕が「火」に包まれ、右脚が「金」、左脚が「土」、頭部が「木」と、五行で構成された身体を手に入れた。相性の悪いもの同士の性質を組み合わせ、爆発的な破壊力を生み出す攻撃を放つ。在位期間は歴代の中で最も短いが（大政奉還の際に当主を降りている）、自称「御門院家最強」で、幕末を生き抜いたその実力は他の当主たちからも認められている。
清浄では九州地方を担当し、九十九夜行を壊滅に追い込んだ。土蜘蛛を返り討ちにし、さらに九十九夜行の生き残りの抹殺を図るが、リクオらによって阻止される。死闘を繰り広げるものの、最期は祢々切丸によって延命の術を断ち切られてしまい、死すべき肉体は朽ち果てて崩れ落ちた。
炎の左翼（ほのおのさよく）
燃え盛る左手から炎の塊を撃ち出す。
火剋金連脚（かかつこんれんきゃく）
右足の金に左手の炎をまとわせて撃ち出す技。
五蘊皆球（ごうんかいきゅう）
右手の水と左手の炎を合わせて放つ巨大な玉。あらゆるものを一瞬にして消し飛ばすほど強力で、水蛭子はこの技で九州の地を更地に変えた。清浄までは幕末以来使っていなかったという。
御門院 有弘（ごかどいん ありひろ）
十代目当主。在位期間は1868年-1926年。
口髭を蓄えた長髪の男性。多重式神使いで、鳥の式神「飛びながら盛える鷹の末裔」を無数に召喚することができる。式神は攻撃だけでなく探索にも使える。
水蛭子らと共に九州地方の清浄を担当。獺祭と対決するが、彼の炎に式神もろとも焼き尽くされ、死亡する。
御門院 長親（ごかどいん ながちか）
十一代目当主。在位期間は1927年-1945年。
長い髪を後ろで束ねた若い男。生まれながらに弱視で、自分の周囲2.5メートル以内のものしか見えない。自らの視認できる範囲と同じである周囲2.5メートル（刀の長さ（1.5m）＋腕の長さ（1m））を日本刀「仏及羅（ぶぎゅら）」で薙ぎ払うことで結界を作り、そこに入り込んだもの全てを滅する「結界眼」を持つ。
水蛭子らと共に九州地方の清浄を担当。玉章と対決するが、「紅葉礫」をまともに食らって死亡。その後心結心結に操られ玉章を襲うが、獺祭によって焼き尽くされた。
有弘、長親の2名が他の当主に比べてあっけなく敗れた理由について、心結心結や玉章は「妖の闇が薄れた平穏な時代を治めていたため」と述べている。
長親以降の当主（十二代目以降の当主）は登場せず、詳細は不明。

### その他
御門院 泰世（ごかどいん たいせい）
御門院家の一人。恐山にいる修験者。妖刀作りの名手であり、秋房を指導していた。
恐山では一角の人物として認められていた。晴明に忠誠を誓う厳格な人物だが、当主にはなれなかった。
恐山に侵入したリクオ一行を襲い、さらに秋房の真意を知って彼を祢々切丸もろとも始末しようとする。追ってきたリクオと激突し、完成した祢々切丸により「歯狂鎌」を破壊され敗北した。
歯狂鎌（はぐるがま）
刃の部分に4つの歯車が収まった鎌。妖刀破壊の能力を持つ。歯車は分散させて操ることも可能。
亡者夜行（もうじゃやこう）
泰世の陰陽術。恐山にて命を落とした修験者の骸を口寄せする。破魔の力を用いない限り、倒しても何度でも蘇る。

## 清十字怪奇探偵団
清十字 清継（きよじゅうじ きよつぐ）
声 - 谷山紀章 / 金野潤（VOMIC版・幼少期）
清十字怪奇探偵団会長。リクオの同級生（クラスは別）で、小学校時代からの友人の少年。1996年1月30日生まれ。
常に気取ったカッコつけな性格で、同級生を男女問わず取り巻きにしているが、認めた仲間に対しては「マイファミリー」と呼んで家族同然に扱い、深い友情と思いやりを見せる。家は金持ちで、清十字団の活動費用は彼が全て負担しているようである。
かつては妖怪の存在を否定し、当時のリクオもバカにしていたが、小学校時代のトンネルでの事件以来、妖怪の存在を信じるようになった。特に夜のリクオに助けられて以降は（正体を知らずに）彼に惚れ込み、妖怪探しを通じて再会したいと切望している。だが、妖怪が近くにいても気づいていないほど霊感は皆無。
浮世絵中で清十字団を結成した。生徒会長選挙では、犬神の起こした騒動がすべて彼の演出だったと生徒達に誤解されてしまい、1年生にして当選を果たした。
件の予言と自身が撮影した動画により、遂にリクオが自身の憧れの妖怪だと知り、愕然とする。一時的にリクオのことを避けていたが、様々な流言が飛び交う中でリクオの無実を証明するために家を飛び出し、偶然出くわした青田坊と共に渋谷へ向かう。
御門院との戦いが始まった際には、圓潮が流した噂がどうなったのかを追い、レポートにまとめた。
家長 カナ（いえなが かな）
声 - 平野綾 / 廣田詩夢（VOMIC版・幼少期）
本作のヒロインの一人。リクオとは幼稚園からの幼馴染。学年で5本指に入る美少女。1995年6月23日生まれのA型、身長は152cm、体重は39kg。
明るく面倒見がよい性格。しかし思い込みが激しく勘違いをすることがある。夜のリクオにも惚れているが、昼のリクオが夜のリクオだとは全く考えていない。妖怪などの怖いものが大嫌いだが、妖怪との遭遇率はかなり高く、よく事件に巻き込まれるのが悩みの種になっている。
百物語組の一件で悪食野風に襲われたことで、遂にリクオの正体を知ることになる。最初は戸惑っていたが、それでもリクオを受け入れて友達関係に収まる。
巻 紗織（まき さおり）
声 - 阿澄佳奈
清継の取り巻きの一人。背が高い金髪の女子生徒。1995年7月28日生まれ。リクオの小学校時代からの友人。スタイルが良く、中学生離れした巨乳の持ち主。
清十字団の一員だが、打算的な付き合いで妖怪には興味がなく、清継と行動するのも彼の財力が目当てな様子。大雑把で楽観的な性格だが、親友の鳥居を思いやったりする優しい一面もある。肝が太く、妖怪に遭遇してもナイフを手に啖呵を切るなど勇敢さを見せた。
鳥居 夏実（とりい なつみ）
声 - 平田真菜
清継の取り巻きの一人。黒髪で猫目の女子生徒で、巻の親友。リクオの小学校時代からの友人。1996年1月4日生まれ。巻と同じく妖怪にはあまり興味がないが、妖怪との遭遇率はカナ同様高い。祖母や友人を大切に思う優しい性格。
袖モギ様の一件から、命を救ってくれた千羽様や「笠を被ったお坊さん」（黒田坊）に感謝している。百物語組の一件では、鏡斎に「地下鉄の幽霊少女」のモデルにされてコインロッカーに閉じ込められ、その後渋谷で妖怪「滝夜叉姫」に変えられるという散々な目にあった。
島 二郎（しま じろう）
声 - 柿原徹也
清継の子分的存在。背の低い地味な男子生徒。1995年12月2日生まれ。リクオの小学校時代からの友人。
猪突猛進な一面がある。氷麗に好意を抱いているが、もっぱらその思いは空回り中。実はサッカー部員で、U-14サッカー日本代表選手。
奴良 リクオ（ぬら リクオ）
清十字怪奇探偵団名誉会員。
及川 氷麗（おいかわ つらら）

倉田（くらた）

花開院 ゆら（けいかいん ゆら）
清十字怪奇探偵団特別軍事顧問。

## その他の人間

### 現代の人物
化原（あだしばら）
声 - 高木渉
作家であり妖怪研究家。どこか不気味な雰囲気を漂わせる、みすぼらしい身なりの中年男性。清継が尊敬する人物。捩眼山では馬頭丸に操られていた。
鳥居 ひばり（とりい ひばり）
鳥居夏実の祖母。浮世絵総合病院で入院中。若い頃から千羽に対する信仰心が強く、現在もただ一人千羽の祠へ詣でている。
菅沼 品子（すがぬま しなこ）
声 - 平田真菜
清十字団に邪魅騒動の解決を依頼した、武家屋敷の娘。秀島藩藩主・菅沼定盛の子孫。リクオによって邪魅の真意と神主の企みを知ることができ、邪魅に対して感謝した。
神主
声 - 山本兼平
品子の地元にある秀島神社の神主。邪魅に悩まされていた品子からお祓いを依頼されていたが、実は一連の邪魅騒動の仕掛人。昔かじったことのある花開院流陰陽術を悪用し、式神を邪魅として品子の家に飛ばしていた。真相が明らかになると、結託していた集英建設の人間もろともリクオによって成敗された。
ハセベ
集英建設の下で働くチンピラブローカー。品子につきまとっていた。
横谷 マナ（よこたに まな）
浮世絵中学校の理科教師。1979年1月14日生まれ。30歳。15年前の学生時代、切り裂きとおりゃんせの怪に遭い、友人の綾子を失っている。リクオを追って再び切り裂きとおりゃんせに遭い、リクオが妖怪だということを知った。
アスミ
竜二の高校のクラスメイト。クラスの友人たちと***村を訪れ、妖怪に襲われた所を竜二に救われた。
百石（ももいし）
恐山に住むイタコ。泰世と共に秋房に協力していた。泰世敗北後はリクオらに協力し、13代目秀元を降霊させる。

### 過去の人物
珱姫の父
声 - 山本兼平
400年前の公家。娘の珱姫を金儲けの手段として利用していた。
人間を装ったサトリと鬼一口から、珱姫を秀頼の側室にしたいと大金を積んで請われた。強欲ゆえにもっと金を絞り出そうと考えたが、サトリに心を読まれ、鬼一口に殺された。
宮子姫（みやこひめ）
珱姫同様、秀頼の側室として大坂城に連れてこられた姫。
「髪長姫（かみながひめ）」。5歳まで髪の毛が生えず絶望して海へ身投げし、そこに沈んでいた金色の仏像を丁重に祀った所、「日本一美しい髪」を授かったという。美貌では珱姫に勝っていると自負していた。
接吻により羽衣狐に生き肝を吸われ、状況が呑み込めぬまま息絶えた。
貞姫（さだひめ）
声 - 平田真菜
宮子姫らと同じく、大坂城に連れてこられた姫。「未来を見る力」を持っていた。
妖に殺される自身の未来を予知しており、絶望にうちひしがれたまま生き肝を食われ、息絶えた。
惟房（これふさ）
声 - 置鮎龍太郎
梅若丸の父。
白菊（しらぎく）
声 - 鈴木麻里子
江戸時代の吉原の花魁。当時禿だった紀乃の姐さんであり、義賊時代の首無と想い合っていた。
首無を捕らえようとする悪徳商人に人質として連れ去られ、毒をあおって自殺した。
頼道（よりみち）
声 - 杉野博臣
平安時代の関白。でっぷりと太った男。
部下に命じて信田の狐を討たせ、その肝を食うことで不老不死になろうとした。晴明に肝から薬を作らせようとしたが、激昂した彼に殺された。
水戸光圀（みと みつくに）
前の副将軍。「水戸黄門」こと徳川光圀その人で、「ご老公」と呼ばれる。ぬらりひょんの茶飲み友達で囲碁友。ぬらりひょんが城に忍び込んだことで知り合ったという。
山ン本の百物語完成を阻止するための鯉伴の作戦に協力し、彼を山ン本邸に招き入れた。一連の事件の後、茶の中毒に侵された人間を取り締まる中心的役割を担っていく。
柳沢吉保（やなぎさわ よしやす）
江戸時代の老中。山ン本の茶を飲み、「覇者の味」の中毒に侵された。百物語組の壊滅後、畏を求めて悪行を働いたが、光圀に成敗された。
清衛門（きよえもん）
山吹乙女の寺子屋に通う少年。清継にそっくりで、怪談好き。なお、カナ・鳥居・巻・島そっくりの子供たちも同じ寺子屋に通っている。
沖田総司（おきた そうじ）
新選組一番隊隊長。黒塚に取り憑かれ身体を蝕まれていたが、鯉伴のおかげで体を取り戻す事ができた。